# Buffalo Bills
O Buffalo Bills é um time profissional de futebol americano da cidade de Buffalo, Nova Iorque fundado em 1960 que disputa a NFL como parte da divisão Leste da conferência AFC.
Os Bills jogam no estádio Highmark Stadium. localizado na cidade de Orchard Park, com 71.608 lugares. É o único time a jogar suas partidas no Estado de Nova Iorque já que New York Giants e New York Jets jogam suas partidas no MetLife Stadium no estado de Nova Jérsia.
O time foi bicampeão da American Football League antes desta se fundir com a NFL. Os Bills são a única equipe a vencer quatro títulos de conferência consecutivos e são a única equipe da NFL a perder quatro jogos consecutivos no Super Bowl.
A equipe pertenceu a Ralph Wilson desde a fundação da equipe em 1960 até sua morte em 2014, aos 95 anos. Após sua morte, o espólio de Wilson chegou a um acordo para vender a equipe a Terry e Kim Pegula.
Os Bills possuía a maior seca de playoffs em qualquer um dos quatro principais esportes profissionais da América do Norte: eles não se classificaram para jogar nos playoffs da NFL de 1999 a 2017 e foram a última equipe da NFL (e última equipe nas principais ligas esportivas profissionais da América do Norte) a competir nos playoffs no século XXI.
Buffalo também conseguiu a maior virada da história da NFL, que aconteceu no Wild Card de 1993 da AFC onde após estar perdendo por 35-3 do Houston Oilers (hoje Tennessee Titans) no intervalo, conseguiu virar para 38-41 na prorrogação.

## História

### Antes de 1960
Os Bills não foram o primeiro time de futebol americano profissional a jogar em Buffalo, nem foi o primeiro time da NFL na região. O futebol americano profissional era jogado em Buffalo e no oeste de Nova York desde o início do Século XX. Em 1915, o Buffalo All-Stars foi fundados; a equipe mais tarde seria substituída pelo Niagaras em 1918, depois pelo Prospects em 1919. Os Prospects foram a base do que se tornaria o "Buffalo All-Americans", que se juntou ao que se tornaria a NFL em 1920. Depois de mudar seu nome para Bisons em 1924 (e, por uma temporada, Rangers), a equipe suspendeu as operações em 1927, depois voltou em 1929 e re-fundada no final dessa temporada.
Depois que Buffalo sediou dois jogos da NFL em 1938 (uma prática que se tornaria uma ocorrência semirregular na cidade até a chegada do atual time), a terceira American Football League instalou o Buffalo Indians na cidade, a equipe jogou dois anos antes da liga ser suspensa e finalmente encerrada devido à Segunda Guerra Mundial. Após a guerra, quando a All-America Football Conference se formou, Buffalo foi novamente selecionado para ter um time, originalmente conhecido como Buffalo Bisons, o mesmo nome de um time de beisebol e (na época) um time de hóquei na área, o time buscou uma nova identidade e se nomeou de "Buffalo Bills" em 1947. Quando a AAFC se fundiu com a NFL em 1950, os Bills foram fundidos com o Cleveland Browns. Embora não houvesse nenhuma conexão entre a equipe da AAFC e a equipe atual, o nome Bills provou ser popular o suficiente para que fosse usado como o homônimo para o futuro time da  American Football League que se formaria em 1959.
Os precursores da Canadian Football League também jogariam pelo menos um jogo em Buffalo em 1951. Por um período na década de 1950, Silas Rooney hospedou os campos de treinamento do Pittsburgh Steelers no Forness Stadium, no campus da Universidade de St. Bonaventure, o que permitiu que a equipe jogasse uma exposição anual em Buffalo.

### 1960–1985

#### Trazendo o futebol americano profissional de volta para Buffalo

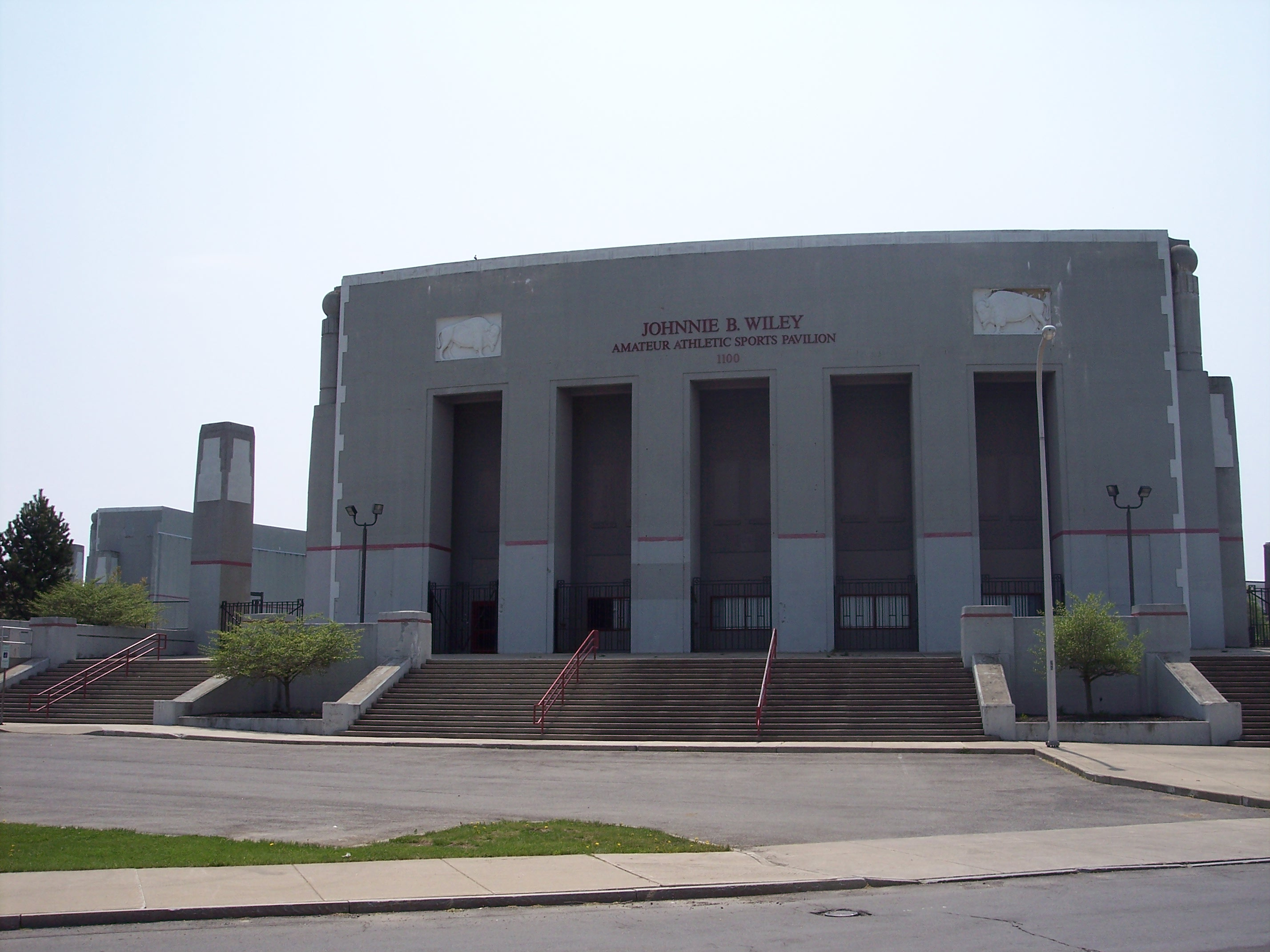
As ruínas do War Memorial Stadium, a primeira casa do Buffalo Bills.

Quando Lamar Hunt anunciou a formação da American Football League no verão de 1959, Buffalo era uma das cidades-alvo que Hunt procurava. Sua primeira escolha de dono, no entanto, o recusou; Pat McGroder (então proprietário de uma loja de bebidas e com ligação esportiva com a cidade de Buffalo) ainda estava esperançoso de que a ameaça da AFL levaria a NFL a voltar a Buffalo (como a NFL faria com equipes de Minnesota, Dallas, St. Louis e Atlanta). As esperanças de McGroder nunca se concretizaram.
Harry Wismer, que seria dono do Titans of New York (atual New York Jets), entrou em contato com o vendedor de seguros de Detroit e herdeiro de automóveis, Ralph C. Wilson Jr., para ver se ele estava interessado em se juntar à liga iniciante (Wismer e Wilson eram proprietários minoritários de franquias da NFL na época: Wilson detinha uma participação no Detroit Lions, enquanto Wismer era um dos donos do Washington Redskins). Wilson concordou em colocar em campo um time na nova liga com as palavras "Conte comigo. Vou levar uma franquia para qualquer lugar que você sugerir." Hunt deu-lhe a escolha de seis cidades: Miami, Buffalo, Cincinnati, St. Louis, Atlanta ou Louisville. A primeira escolha de Wilson foi Miami, mas as autoridades da cidade estavam cautelosas com uma liga iniciante após o fracasso do Miami Seahawks mais de uma década antes e rejeitaram a ideia. Wilson entrou em contato com um conhecido de seus tempos militares na Segunda Guerra Mundial que vivia em Buffalo: o empreiteiro geral George E. Schaaf. Schaaf garantiu a Wilson que o interesse pró-futebol americano era significativo em Buffalo e reuniu uma coalizão de figuras-chave de Buffalo, incluindo Pat McGroder. O advogado, Paul Crotty (uma poderosa figura política de Buffalo) e McGroder negociaram um acordo com o Civic Stadium em Buffalo, que na época era principalmente uma pista de automobilismo, mas era o único local com assentos suficientes para acomodar uma equipe e ofereceu a Wilson controle total do local e um desconto profundo no aluguel. Wilson prontamente removeu a pista de corrida e transformou o Civic Stadium no War Memorial Stadium, que abrigaria beisebol e futebol americano. Wilson enviou a Hunt um telegrama com as agora famosas palavras: "Conte comigo com Buffalo".

#### 1960–1963: Os primeiros anos da AFL

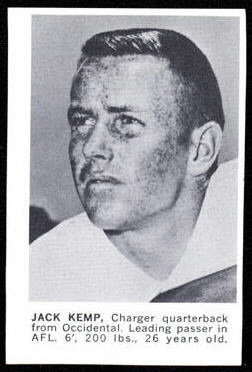
Os Bills contrataram o ex-quarterback do Chargers, Jack Kemp, que levaria Buffalo a títulos consecutivos da AFL na década de 1960

A equipe foi um dos membros fundadores da American Football League (AFL) em 1960. Após uma enquete pública, a equipe adotou o nome de Buffalo Bills, o nome do antigo time da All-America Football Conference em Buffalo. O nome vem de um popular quarteto de músicos que tocava em barbearias, cujo nome era uma brincadeira com o nome do famoso showman do Velho Oeste, Buffalo Bill Cody. As franquias não estão oficialmente relacionadas, a não ser no nome, entre si.
Depois de uma temporada inaugural que viu os Bills terminarem com um recorde de 5-8-1 (terceiro na Divisão Leste da AFL), os Bills ganharam quatro das cinco primeiras escolhas no draft da AFL de 1961, incluindo a primeira escolha, que eles usaram para draftar o offensive tackle Ken Rice. O sucesso não veio da noite para o dia. Em 8 de agosto de 1961, os Bills se tornaram o primeiro (e único) time da AFL a jogar contra um time da Canadian Football League, o Hamilton Tiger-Cats. Por causa desse jogo, eles também têm a duvidosa distinção de ser o único time atual da NFL a ter perdido para um time da CFL, já que os Tiger-Cats venceram por 38 a 21. Hamilton era uma das melhores equipes da CFL (eles ganhariam o título do Big Four, mas perderiam na 49ª Grey Cup daquele ano), e Buffalo, na época, era o pior time da AFL.
Na offseason de 1962, Buffalo contratou jogadores que desempenhariam papéis-chave nos anos de sucesso nos meados da década de 1960: Jack Kemp foi adquirido do San Diego Chargers e um dos principais running backs da CFL, Cookie Gilchrist.
Em 14 de dezembro de 1963, os Bills e o New York Jets jogaram o jogo final no Polo Grounds.

#### Meados da década de 1960: quatro playoffs seguidos e títulos consecutivos
De 1963 a 1966, Buffalo experimentou seus primeiros sucessos, indo para os playoffs em todos os quatro anos e ganhando títulos consecutivos da AFL em 1964 e 1965.
A equipe de 1964 teve um recorde de 12-2 na temporada regular e derrotou o favorito San Diego Chargers por 20-7 no Buffalo's War Memorial Stadium na final da AFL em 26 de dezembro de 1964. Nesse ano, a defesa dos Bills cedeu apenas 65,5 jardas corridas por jogo e iniciou uma sequência de 16 jogos consecutivos na temporada regular sem ceder um touchdown corrido (17 se a final de 1964 for contado); este ainda é um recorde do futebol americano profissional em janeiro de 2023.
Em 1965, o ataque de Buffalo foi prejudicado durante toda a temporada por lesões de seus principais recebedores mas a equipe se ajustou, montando sua defesa estelar e um jogo de passes curtos e controlados indo para um recorde de 10-3-1 e um segundo título consecutivo da Divisão Leste da AFL. Os Bills encontraram os Chargers novamente na final da AFL, que haviam esmagado Buffalo por 34 a 3 no início da temporada e novamente foram fortemente favoritos. Desta vez, os Bills parou o ataque de San Diego e venceram por 23 a 0 no campo dos Chargers, o Balboa Stadium. O cornerback de Buffalo, Butch Byrd, eletrizou a torcida com um retorno de punt de 74 jardas para um touchdown e a defesa registrou cinco sacks no perigoso quarterback de San Diego, John Hadl.
Buffalo esteve no centro de um dos eventos mais significativos que precipitaram a fusão AFL-NFL. Após a temporada de 1965, o placekicker dos Bills, Pete Gogolak, decidiu testar o mercado de agentes livres. O New York Giants, da NFL, estava precisando desesperadamente de um placekicker e contratou Gogolak. Isso começou a escalada de uma guerra de ofertas por talentos entre as duas ligas que eventualmente trouxe os proprietários de equipes para a mesa de negociações, resultando em um draft comum de jogadorese a fusão AFL-NFL que foi concluída em 1970.
A equipe enfrentou dois desafios significativos em 1966: a saída do técnico Lou Saban e o surgimento de um jovem quarterback na Divisão Leste da AFL. A saída de Saban para aceitar um cargo de treinador principal na Universidade de Maryland abriu caminho para que o ex-coordenador defensivo, Joe Collier, fosse promovido a treinador principal. Collier era considerado um estrategista, cujo estilo pessoal contrastava com o frequentemente ardente Saban. E o New York Jets, com seu jovem e impetuoso Joe Namath e um elenco de apoio cada vez melhor, estava emergindo como legítimos desafiantes. O resultado foi uma disputa acirrada entre Bills e Boston Patriots pelo título da divisão, com os Jets beliscando seus calcanhares por uma oportunidade de jogar na final da AFL cujo vencedor iria enfrentar o campeão da NFL. Os Jets derrotararam os Patriots no último sábado da temporada regular. Isso abriu as portas para o triunfo obrigatório de Buffalo por 38 a 21 sobre o Denver Broncos no dia seguinte. Isso deu aos Bills seu terceiro título consecutivo da divisão e uma vaga para a final do campeonato em 1 de janeiro de 1967 contra o Kansas City Chiefs. Os Chiefs dominaram o jogo e venceram por 31 a 7 e enfrentaram o Green Bay Packers pelo "Campeonato Mundial", desde então conhecido como o primeiro Super Bowl.

#### 1967-71: Anos enxutos com poucos pontos brilhantes
O primeiro gerente geral de Buffalo, Dick Gallagher, em conjunto com Lou Saban, construiu o elenco que permitiu aos Bills ganhar destaque na AFL. Gallagher deixou a organização após a temporada de 1966 e os GMs subsequentes não conseguiram manter um elenco do mesmo calibre. As lesões pegaram os Bills em 1967, especialmente na linha ofensiva, e a equipe caiu para um recorde de 4-9-1. Anos ainda mais difíceis estavam por vir para a equipe.
A temporada de 1968 foi tumultuada. Com o titular Jack Kemp e o reserva Tom Flores lesionados durante a maior parte da temporada, Buffalo recorreu à conversão do wide receiver Ed Rutkowski para a posição de quarterback. O resultado foi desastroso e os Bills foram os últimos na liga. Seu recorde final de 1-12-1 deu aos Bills a primeira escolha geral do draft no que agora era o draft combinado AFL-NFL. Os Bills selecionaram O. J. Simpson com sua escolha.
Enquanto os Bills lutaram nesses anos, o talento permaneceu no elenco e houve alguns momentos memoráveis, incluindo a vitória solitária de Buffalo em 1968, uma vitória por 37-35 sobre o eventual campeão do Super Bowl III, New York Jets, e uma performance corajosa no Dia de Ação de Graças de 1968 contra o Oakland Raiders. Os jogadores durante esses anos que deram aos fãs do Bills faíscas de empolgação e otimismo foram os running back O.J. Simpson e Max Anderson, o quarterback Dennis Shaw, os wide receivers Haven Moses e Marlin Briscoe. Em 1969, os Bills também draftaram a estrela de Grambling, James Harris, que ganhou a posição de quarterback titular dos Bills por um tempo antes de fazer mais sucesso com o Los Angeles Rams. O sucesso de Harris ajudou a quebrar uma barreira racial na posição de quarterback.

#### 1972-1977: Saban retorna e a era da "Electric Company"

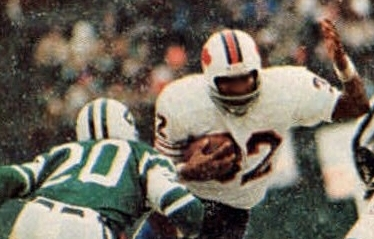
O. J. Simpson, o rosto dos Bills durante a maior parte da década de 1970, quebrou o recorde de corrida em uma única temporada da NFL em 1973.

Antes da temporada de 1969, os Bills draftaram o running back O. J. Simpson, que se tornaria o rosto da franquia até a década de 1970. A fusão NFL-AFL colocou Buffalo na AFC East com Boston Patriots, Miami Dolphins, New York Jets e Baltimore Colts. Sua primeira temporada na NFL viu a equipe vencer apenas três jogos, perder dez e empatar um. Em 1971, os Bills não apenas terminaram com a pior campanha geral da NFL em 1-13, mas também marcaram o menor número de pontos (184) e sofreram o maior número (394) na liga naquele ano. Assim, eles obtiveram a escolha número 1 do draft de 1972, que foi usada para selecionado o defensive end de Notre Dame, Walt Patulski. Apesar das boas atuações em campo, ele lutou contra lesões antes de ser negociado para o St. Louis Cardinals em 1976. Lou Saban, que havia treinado as equipes campeãs da AFL dos Bills, foi recontratado em 1972, no qual a equipe terminou com uma campanha de 4-9-1.
Enquanto isso, o War Memorial Stadium estava precisando severamente de substituição, estando em más condições, localizado em um bairro cada vez pior, e pequeno demais para atender à exigência da NFL pós-1969 de que todos os estádios acomodassem pelo menos 50.000 pessoas. A construção de um novo estádio nos subúrbios começou depois que Ralph Wilson ameaçou mudar o time para outra cidade. Os líderes do oeste de Nova York aceitaram as exigências de Wilson e construíram uma nova instalação ao ar livre que contava com uma capacidade de mais de 80.000 pessoas (a pedido de Wilson) e, ao contrário de outros estádios, foi construída no terreno. O Rich Stadium (mais tarde Ralph Wilson Stadium, agora Highmark Stadium) foi inaugurado em 1973 e continua a abrigar os Bills até hoje.
1973 foi uma temporada de mudanças: Joe Ferguson se tornou o novo quarterback, a equipe se mudou para um novo estádio, O.J. Simpson registrou uma temporada de 2.000 jardas e foi eleito o MVP da NFL e os Bills tiveram seu primeiro recorde de vitórias desde 1966. A "Electric Company" de Simpson, Jim Braxton, Paul Seymour e Joe DeLamielleure, como contado no hit gravado localmente "Turn on the Juice", liderou uma reviravolta dramática em campo. A "Electric Company" era a linha ofensiva (OG Reggie McKenzie, OT Dave Foley, C Mike Montler, OG Joe DeLamielleure e OT  Donnie Green) que fornecia a eletricidade para o "Juice". O.J. Simpson se tornou o único jogador a correr para 2.000 jardas antes da instituição da temporada de 16 jogos em 1978. Em 1974, equipe chegou aos playoffs da NFL pela primeira vez em sua história com uma campanha de 9-5, mas em seu playoff de divisão, ela perdeu para o eventual campeão do Super Bowl IX, o Pittsburgh Steelers.
Depois de uma temporada com uma campanha de 8-6 em 1975, os Bills tiveram problemas internos em 1976; Ferguson lesionou-se e Gary Marangi mostrou-se ineficaz na substituição. A equipe caiu para o fundo da AFC East com uma campanha de 2-12, onde permaneceu pelo resto da década de 1970. Em uma nota alta, o jogo do Dia de Ação de Graças de 1976 viu Simpson estabelecer o recorde da liga de mais jardas corridas em um jogo, apesar de uma derrota por 27-14 para o Detroit Lions. Após a temporada de 1977, Simpson foi negociado para o San Francisco 49ers.

#### 1978–1983: A era Chuck Knox-Kay Stephenson

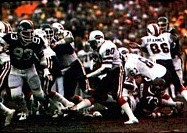
O running back dos Bills, Joe Cribbs (meio), corre com a bola contra o New York Jets no Wild Card da AFC de 1981.

A temporada de 1980 marcou a 3º temporada em que os Bills foram bons. Eles venceram o arquirrival Miami Dolphins pela primeira vez em 11 anos em sua abertura de temporada, a caminho de uma campanha de 11-5 e seu primeiro título da AFC East. No entanto, eles perderam para o San Diego Chargers por 20-14 nos playoffs de divisão.
Em 1981, os Bills chegaram aos playoffs como um time wild-card com uma campanha de 10-6. Eles derrotaram o New York Jets por 31 a 27 no wild card, mas perderam na rodada divisional para o Cincinnati Bengals por 28 a 21. No ano seguinte, a temporada encurtada de 1982, os Bills tiveram uma campanha de 4-5 e não foram para os playoffs.
No famoso draft de 1983, os Bills escolheram o quarterback Jim Kelly mas ele decidiu jogar na nascente United States Football League.

#### 1984-1985: À beira do colapso
Em 1984, Chuck Knox deixou sua posição de treinador principal para assumir um emprego no Seattle Seahawks e o running back Joe Cribbs também desertou para a USFL. Em um artigo de 1984 no The Buffalo News anunciando a contratação de Greg Bell, o proprietário Ralph Wilson afirmou que a equipe ainda não estava em perigo mas que a audiência teria que permanecer alta e as receitas de televisão teriam que continuar chegando para a equipe sobreviver. Em 1984 e 1985, os Bills tiveram campanhas de 2-14. A essa altura, o público no Rich Stadium havia caído para menos de 30.000 torcedores por jogo durante a maior parte da temporada de 1985, deixando o futuro a longo prazo da equipe em dúvida. Wilson estava recebendo ofertas, incluindo uma de Leonard Tose para trocar os Bills pelo Philadelphia Eagles. Steve Tasker, que foi contratado em 1986, lembrou que "ser adquirido por Buffalo era semelhante a ser condenado à prisão na Sibéria" por causa do fraco desempenho da equipe na época e do mau tempo de Buffalo.

### 1986–2000: Candidato perene

#### 1986–1989: Marv Levy, Jim Kelly e Bill Polian chegam

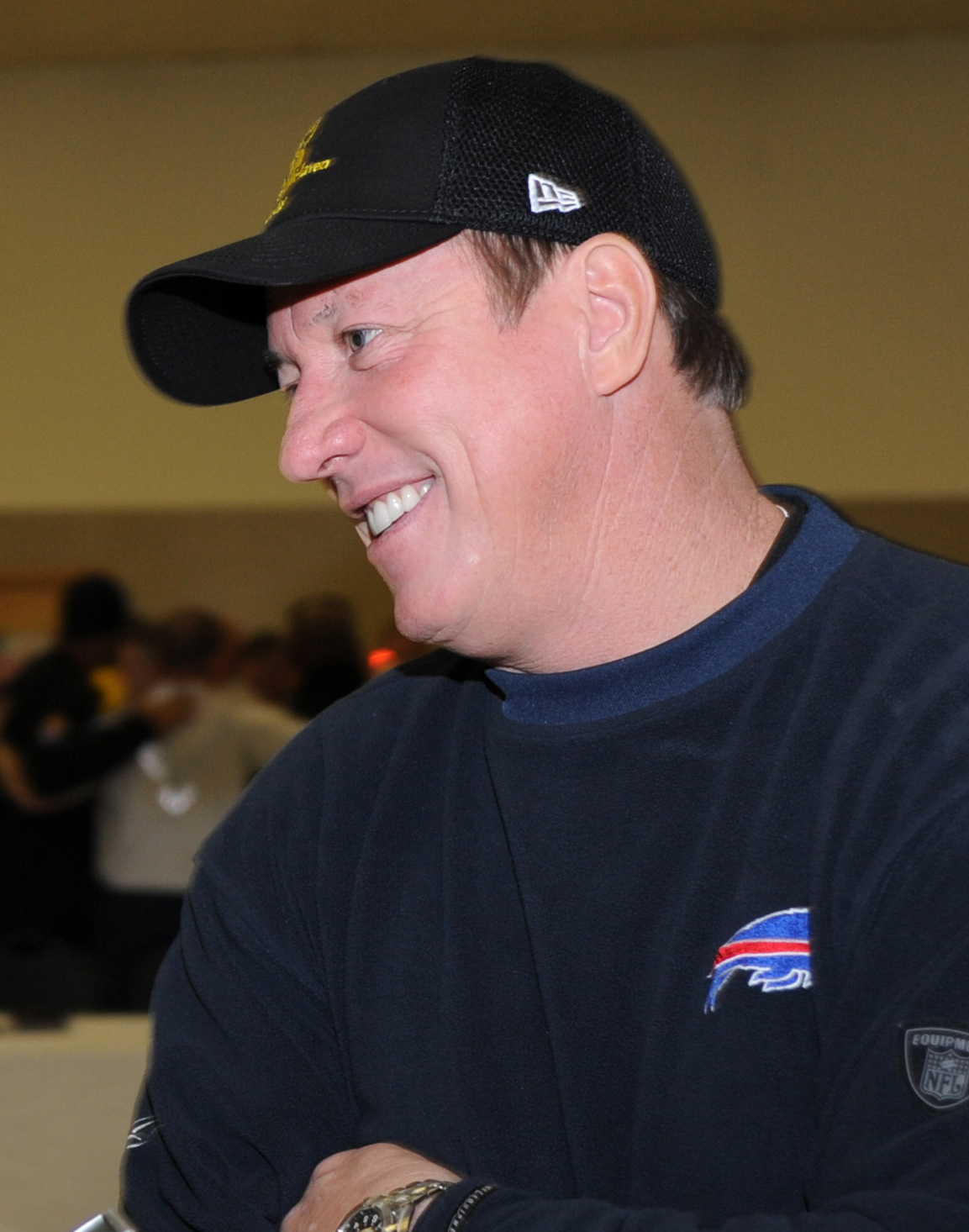
Jim Kelly foi o quarterback dos Bills durante grande parte da década de 1990.

Entre os nomes que Buffalo pegou após o fim da USFL em 1986 estavam o gerente geral Bill Polian, o treinador principal Marv Levy (ambos do Chicago Blitz), o quarterback Jim Kelly (do Houston Gamblers), o center Kent Hull (do New Jersey Generals) e o linebacker Ray Bentley (do Oakland Invaders), todos os quais se juntaram aos Bills para a temporada de 1986. No meio da temporada, os Bills demitiram o técnico Hank Bullough e o substituíram por Levy. Ele montou um jogo de recepção com Andre Reed, uma defesa liderada pela primeira escolha geral do draft, Bruce Smith, e uma linha ofensiva de primeira linha, liderada por Hull junto com Jim Ritcher, Will Wolford e Howard "House" Ballard.
Na temporada de 1988, a temporada de estreia do running back Thurman Thomas, os Bills tiveram uma campanha de 12-4 e terminaram no topo da AFC East pela primeira de quatro temporadas consecutivas. Depois de uma vitória por 17-10 sobre o Houston Oilers nos playoffs de divisão, eles perderam a Final da AFC por 21-10 para o Cincinnati Bengals.
A temporada de 1989 foi uma relativa decepção com uma campanha de 9-7 e uma derrota nos playoffs para o Cleveland Browns. Durante esta temporada, os Bills foram chamados de "Bickering Bills" pelos torcedores e mídia devido a lutas internas significativas entre os jogadores e treinadores ao longo da temporada.

#### 1990–1993: Os anos do Super Bowl
Na temporada de 1990, os Bills mudaram para um ataque no huddle (frequentemente com Kelly na formação de shotgun, o "K-gun"), e levou o ataque dos Bills a um dos melhores da liga; seus 428 pontos (26,75 pontos por jogo) marcados lideraram a liga. A equipe terminou com uma campanha de 13-3 e venceu o Miami Dolphins por 44 a 34 e o Los Angeles Raiders por 51 a 3 nos playoffs a caminho do Super Bowl XXV. Os Bills eram favoritos para vencer o New York Giants (a quem haviam vencido durante a temporada regular), mas o plano defensivo traçado pelo técnico dos Giants, Bill Parcells, e pelo coordenador defensivo, Bill Belichick, manteve Buffalo sob controle (e sem a bola) durante grande parte do jogo. O jogo contou com muitas mudanças de liderança e com o placar de 20 a 19 a favor dos Giants com oito segundos restantes, o kicker dos Bills, Scott Norwood, tentou um field goal de 47 jardas. Seu chute saiu pela direita, a menos de uma jarda da trave.
Os Bills ganharam seu quarto título consecutivo da AFC East em 1991, terminando com uma campanha de 13-3 e com Thurman Thomas ganhando o prêmio de MVP da NFL. Nos playoffs, eles derrotaram o Kansas City Chiefs por 37 a 14 na rodada divisional e venceram o Denver Broncos em uma luta defensiva, por 10 a 7, na Final da AFC. Os Bills tentaram vingar sua dolorosa derrota no Super Bowl um ano antes, jogando contra o Washington Redskins no Super Bowl XXVI, mas não era para ser. Os Redskins abriram uma vantagem de 17 a 0 no intervalo e entregaram aos Bills uma derrota por 37 a 24. Logo no início daquele jogo, Thurman Thomas perdeu o capacete e teve que ficar de fora das duas primeiras jogadas, tornando os Bills alvo de piadas em todo o país.
Os Bills perderam o título da AFC East de 1992 para o Miami Dolphins e Jim Kelly se machucou no último jogo da temporada regular. O quarterback reserva Frank Reich foi o titular no wild card contra o Houston Oilers e eles estavam sendo derrotados por 35-3 no início do terceiro quarto. No que ficou conhecido como The Comeback, os Bills assumiram a liderança no placar no final do 4º quarto e venceram o jogo na prorrogação por 41 a 38. O déficit de 35 a 3 foi o maior déficit (32 pontos) superado para vencer um jogo na história da NFL até ser quebrado em 2022. Buffalo então derrotou o Pittsburgh Steelers por 24 a 3 nos playoffs de divisão e o arquirrival Dolphins por 29 a 10 na Final da AFC para avançar para o seu terceiro Super Bowl consecutivo. O Super Bowl XXVII, disputado contra o Dallas Cowboys, acabou sendo um desastre. Buffalo cometeu um recorde de 9 turnovers no Super Bowl a caminho de uma derrota por 52-17, tornando-se o primeiro time na história da NFL a perder três Super Bowls consecutivos.
Os Bills ganharam o título da AFC East em 1993 com uma campanha de 12-4 e novamente venceu os jogos de playoffs contra Los Angeles Raiders e Kansas City Chiefs, estabelecendo uma revanche com os Cowboys no Super Bowl XXVIII em 30 de janeiro de 1994. Os Bills se tornaram o único time a jogar em quatro Super Bowls seguidos e neste jogo se tornou o primeiro time a enfrentar o mesmo time em 2 Super Bowls seguidos. Eles pareciam prontos para finalmente vencer um quando liderava o placar no intervalo. Mas o MVP do Super Bowl, Emmitt Smith, assumiu o controle do resto do jogo para os Cowboys e os Bills foram derrotados novamente, 30-13.

#### 1994-1997: Declínio
Os quatro fracassos consecutivos para vencer o Super Bowl, inspiraram muitas piadas. Tasker lembrou que, quando fazia discursos motivacionais para grupos de crianças, "invariavelmente, algum rapaz levanta a mão e diz: 'Você sabe o que Bills significa?' e eu ouvi isso cem vezes. Eu penso: 'Não, o quê?' Ele diz: 'Boy, I Love Losing Super Bowls (Rapaz, eu amo perder o Super Bowl)'
Os Bills não teriam a chance de fazer cinco Super Bowls seguidos. Em 1994, a equipe tropeçou na reta final e terminou com uma campanha de 7-9, em quarto lugar na divisão e fora dos playoffs.
Em 1995, o Carolina Panthers acabou selecionando vários contribuidores importantes dos Bills (o quarterback reserva Frank Reich, o wide receiver Don Beebe e o tight end Pete Metzelaars) no draft de expansão, onde formaram o núcleo do elenco inaugural da equipe. Os Bills novamente chegaram aos playoffs com uma campanha de 10-6 e derrotaram o Miami Dolphins no wild card. Eles não teriam a chance de voltar ao Super Bowl - o Pittsburgh Steelers, que avançou para o Super Bowl, venceu o Buffalo nos playoffs de divisão por 40 a 21.
Em 1996, os Bills viram sua liderança na AFC East desaparecer para uma equipe em ascensão do New England Patriots, os Bills venceram os Patriots em setembro e no final de outubro os Patriots venceram após três touchdowns serem marcados nos 85 segundos finais. Os Bills ainda chegaram aos playoffs como o time da casa do Wild Card; eles se tornaram a primeira vítima da cinderela Jacksonville Jaguars, o primeiro (e, até agora, único) time visitante a vencer um jogo de playoffs no Rich Stadium. Jim Kelly se aposentou após a temporada depois que a direção dos Bills disse a ele que estava se movendo em uma nova direção e queria que ele ajudasse a desenvolver um QB mais jovem, sinalizando o fim da era mais bem-sucedida da história da equipe. A saída de Kelly foi sentida em 1997 quando os Bills tiveram uma campanha de 6-10. O técnico Marv Levy se aposentou após a temporada.

#### 1998–2000: Wade Phillips, Doug Flutie e a controvérsia do quarterback

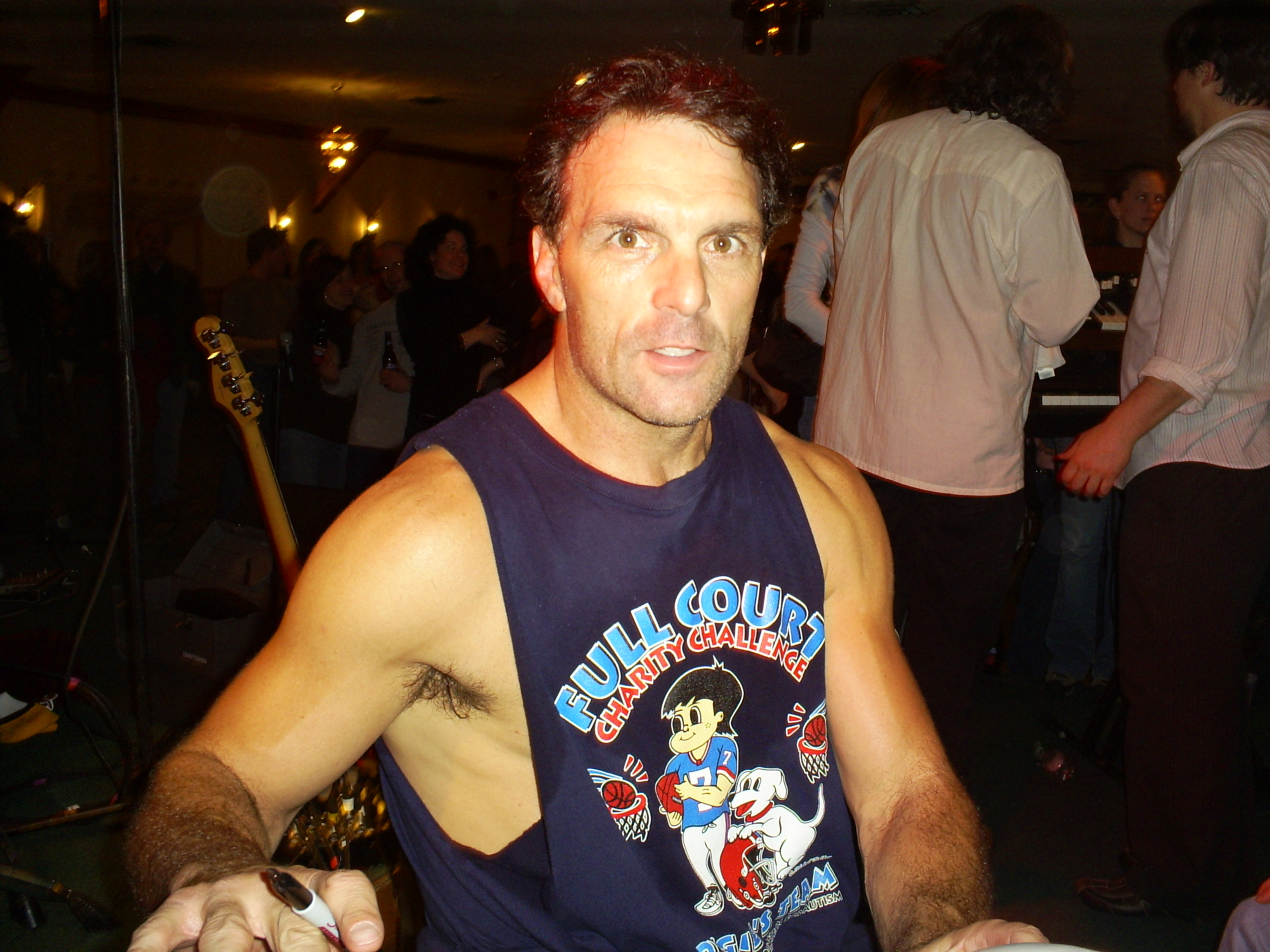
Doug Flutie foi o quarterback dos Bills por três anos, incluindo as duas últimas aparições nos playoffs antes da longa ausência do time na pós-temporada.

Sob o comando do novo treinador Wade Phillips, os Bills contrataram dois quarterbacks para a temporada de 1998. O primeiro, Rob Johnson, foi trocado para o Jacksonville Jaguars e o segundo foi o ex-vencedor do Troféu Heisman e estrela da Canadian Football League, Doug Flutie. Apesar de muitos fãs dos Bills quererem que Flutie conseguisse a vaga de titular, Phillips nomeou Johnson para a posição. Os Bills tropeçaram e começaram a temporada com um campanha 0-3 e depois que Johnson sofreu uma lesão na costela contra o Indianapolis Colts, Flutie entrou e levou os Bills a uma vaga nos playoffs com uma campanha de 10-6. Eles perderam em seu primeiro jogo de playoffs contra o Miami Dolphins.
A popularidade de Flutie continuou na temporada de 1999 quando os Bills tiveram uma campanha de 11-5, dois jogos atrás do Indianapolis Colts na classificação da AFC East. Wade Phillips deu a Rob Johnson o posto de quarterback titular no jogo da primeira rodada dos playoffs contra o Tennessee Titans, apesar de Flutie ter vencido 10 jogos e ter levado os Bills aos playoffs. Os Bills marcaram um field goal faltando 16 segundos para abrir vantagem de 16-15. Mas os Titans venceram o jogo em uma jogada que ficou conhecida como o "Music City Miracle".
O jogo dos Titans marcaria a última aparição dos Bills nos playoffs pelos próximos 18 anos. Após a temporada, os laços finais com os anos do Super Bowl dos Bills foram cortados quando Thurman Thomas, Andre Reed e Bruce Smith foram dispensados. Na temporada de 2000, a equipe perderia os playoffs após uma campanha de 8-8.
Após a temporada de 2000, com a equipe ainda envolvida na polêmica Johnson vs. Flutie, o gerente geral John Butler partiu para o San Diego Chargers - e levou Flutie com ele. Antowain Smith também saiu como agente livre para o New England Patriots, onde foi o running back titular em suas duas primeiras equipes campeãs do Super Bowl.

### 2001–2016: Seca nos playoffs

#### 2001–2005: Tom Donahoe e Drew Bledsoe

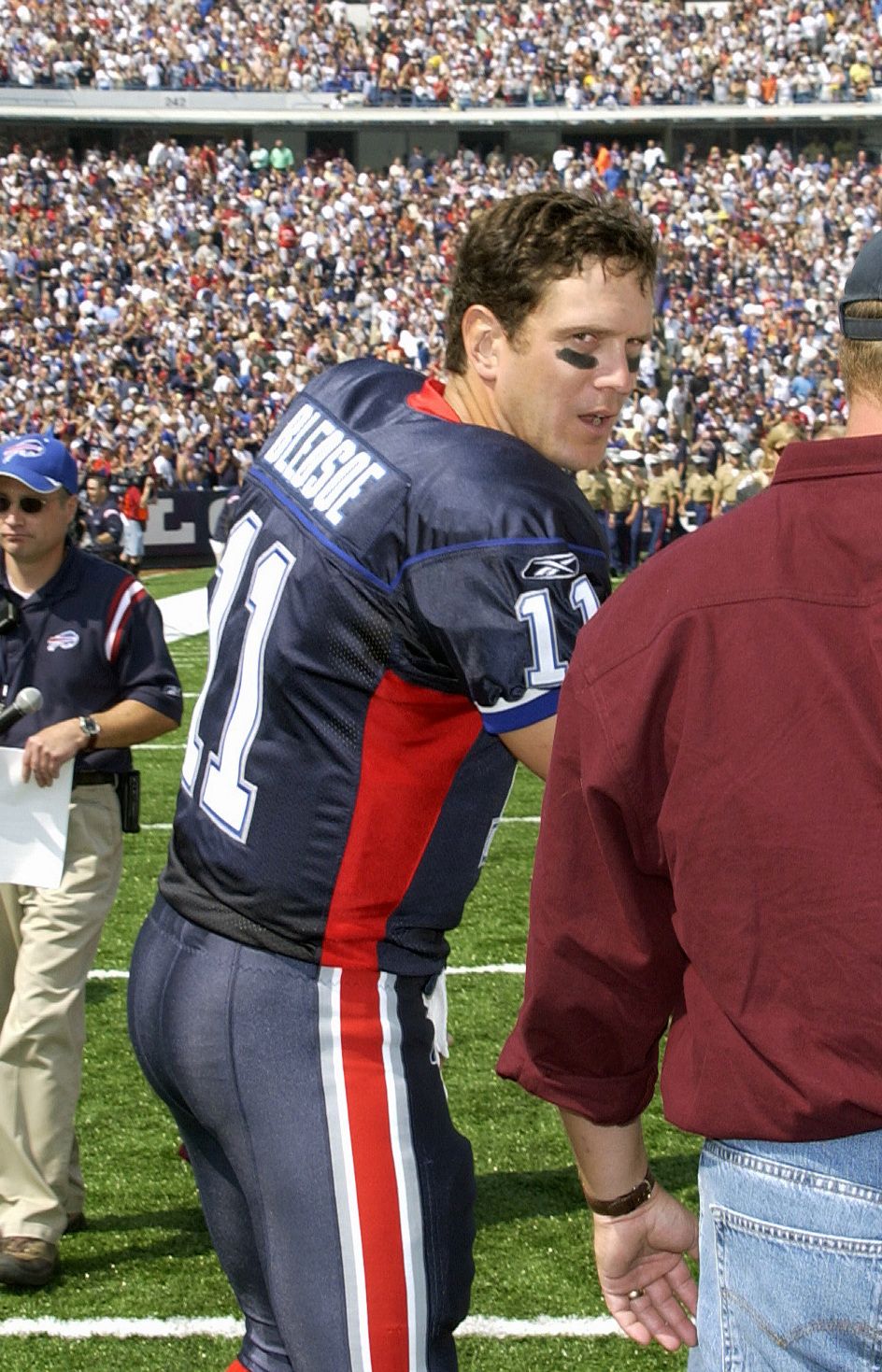
O quarterback de longa data do New England Patriots, Drew Bledsoe, quebrou vários recordes de passes em seu primeiro ano nos Bills; seu periodo de três anos obteve resultados gerais medianos.

Em 2001, após a saída de John Butler, o dono da equipe, Ralph Wilson, anunciou sua aposentadoria como presidente da franquia e entregou as rédeas de sua franquia para Tom Donahoe, um ex-executivo do Pittsburgh Steelers. A medida acabou sendo desastrosa. Donahoe (apenas um ano depois que a equipe dispensou três eventuais membros do Hall da Fama em uma mudança de teto salarial) passou a destruir a franquia da maioria de seus talentos reconhecíveis remanescentes e a substituiu por jogadores jovens, inexperientes e desconhecidos, muitos dos quais se juntaram a Butler em San Diego naquele ano e instalou Rob Johnson como quarterback titular. A equipe passou de candidatos aos playoffs para um combinado de 31-49 durante o mandato de cinco anos de Donahoe.
O coordenador defensivo dos Titans, Gregg Williams, assumiu como treinador principal para a temporada de 2001, que provou ser a pior da memória recente para os Bills. Rob Johnson teve uma lesão no meio da temporada e Alex Van Pelt assumiu como quarterback titular. Buffalo terminou com um campanha de 3-13.
Antes da temporada de 2002, os Bills trocaram pelo quarterback Drew Bledsoe, considerado dispensável pelos Patriots depois que Tom Brady os levou a uma vitória no Super Bowl XXXVI. Bledsoe reviveu os Bills na temporada de 2002, levando-os a uma campanha de 8-8, estabelecendo 10 recordes de passes no processo. No entanto, em uma divisão difícil, com todas as outras equipes terminando em 9-7, eles ainda estavam em último lugar.
Em 2003, depois de vencer o eventual campeão New England Patriots por 31 a 0 no primeiro jogo e esmagar o Jacksonville Jaguars em seu segundo jogo, os Bills tropeçaram no resto da temporada e terminaram com uma campanha de 6-10. Na verdade, sua temporada terminou exatamente o oposto do início, quando eles foram derrotados pelo New England por 31 a 0.

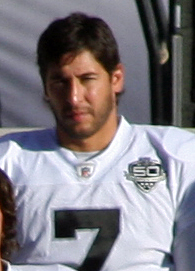
JP Losman, eventual sucessor de Bledsoe, foi um dos vários quarterbacks malsucedidos dos Bills na década de 2000.

Gregg Williams foi demitido do cargo de treinador principal após a temporada de 2003 e foi substituído por Mike Mularkey. Os Bills também draftaram outro quarterback, JP Losman, para ser usado se Bledsoe continuasse a ter problemas em 2004. Infelizmente, Losman quebrou a perna na pré-temporada e perdeu a maior parte da temporada regular, tendo uma ação muito limitada.
Bledsoe continuou a ter problemas em 2004. Os Bills começaram a temporada de 2004 com uma campanha de 0-4 com Bledsoe e seu ataque tendo uma média de apenas 13 pontos por jogo. A equipe finalmente conseguiu dar a volta por cima com uma vitória em casa contra o invicto Miami Dolphins. Isso, junto com o surgimento de Willis McGahee (uma escolha de primeira rodada e uma aposta dos Bills devido à lesão no joelho que McGahee sofreu em seu último jogo universitário) assumindo o papel de running back titular, fez com que os Bills fizessem uma campanha de 9-2 em seus próximos onze jogos. Essa sequência de vitórias permitiu que os Bills estivessem na busca por uma vaga final nos playoffs da AFC. Eles perderiam para o Pittsburgh Steelers no último jogo da temporada, custando uma vaga nos playoffs e devastando os torcedores.
Após a temporada de 2004, querendo ir em uma direção mais jovem e insatisfeito com o desempenho geral de Drew Bledsoe, os Bills decidiram entregar as rédeas do quarterback titular para JP Losman. Isso irritou Bledsoe, que exigiu sua dispensa, o que os Bills concederam. Bledsoe então assinou com o Dallas Cowboys, reunindo-o com seu ex-técnico do New England Patriots, Bill Parcells.
O desenvolvimento de Losman não prosseguiu tão rapidamente quanto os Bills esperavam. Ele começou a temporada de 2005 com uma campanha de 1-3 como titular, levando Kelly Holcomb a substituí-lo. Losman não voltaria a entrar em ação até que Holcomb se lesionou na semana 10 contra o Kansas City Chiefs. Ele levou os Bills a uma vitória naquele jogo, mas seria novamente substituído por Holcomb depois de perder os jogos seguintes. Talvez o ponto baixo da temporada de Losman tenha sido uma derrota por 24-23 para o Miami Dolphins, um jogo em que Buffalo liderou por 21 a 0, mas cedeu 21 pontos sem resposta no 4º quarto. A campanha de Buffalo em 2005 resultou em um recorde de 5-11 e a demissão do gerente geral Tom Donahoe em janeiro de 2006. No mesmo mês, Mike Mularkey renunciou ao cargo de treinador principal, alegando razões familiares e discordância sobre a direção da organização.

#### 2006–2009: retorno de Marv Levy, Russ Brandon e Dick Jauron

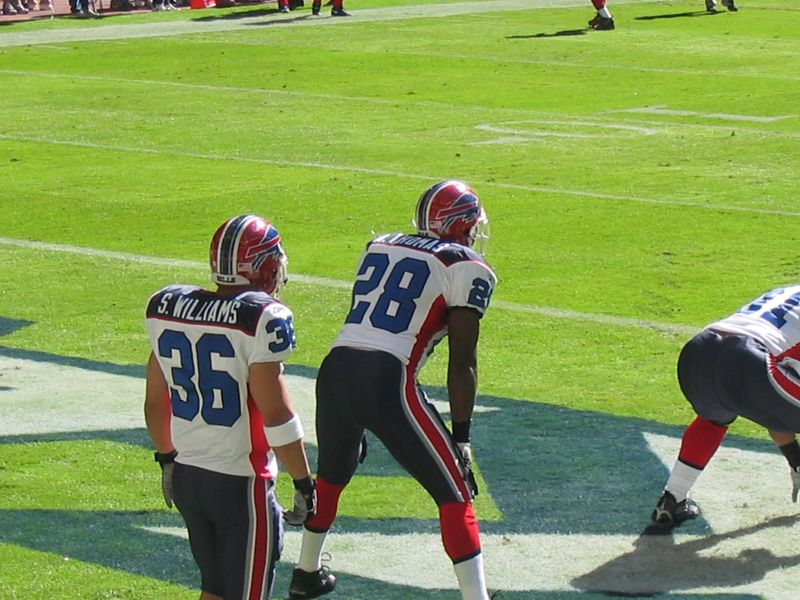
Os uniformes do Buffalo Bills de 2001 a 2010.

Em janeiro de 2006, Marv Levy foi nomeado como substituto de Donahue com esperanças de que ele melhorasse uma franquia que não conseguiu chegar aos playoffs durante o mandato de Donahoe. Enquanto isso, Dick Jauron foi contratado como treinador principal.
As temporadas de 2006 e 2007 trouxeram recordes de 7-9 sob o comando de Jauron, tendo sido eliminado da disputa dos playoffs em dezembro em ambos os anos. 2007 viu as adições de Trent Edwards como quarterback e a escolha de primeira rodada do draft, Marshawn Lynch. JP Losman jogou todos os 16 jogos em 2006, mas foi substituído no início de 2007 por Edwards. No final da temporada de 2007, Levy se aposentou mais uma vez, citando o fato de ter chegado ao fim de seu contrato de dois anos. Russ Brandon assumiu responsabilidades como gerente geral pelos próximos dois anos.
Em um movimento notável, Toronto sediaria um jogo dos Bills por ano a partir de 2008, quando os funcionários da liga aprovaram uma proposta do proprietário dos Bills, Ralph Wilson, para alugar sua equipe para o magnata canadense, Edward Samuel Rogers, para jogar um jogo anual de temporada regular e um jogo bienal de pré-temporada no Rogers Centre nos próximos cinco anos em troca de uma quantia de 78 milhões. Os jogos, formalmente chamados de "Bills Toronto Series", começaram durante a temporada de 2008. Isso levou à especulação de que a equipe eventualmente se mudaria para Toronto nos próximos anos.
Os Bills começaram extremamente bem na temporada de 2008 com uma campanha de 5-1. No entanto, Edwards sofreu uma concussão em um jogo contra o Arizona Cardinals. A equipe então teve uma campanha de 2-8 em seus últimos jogos e terminou a temporada com uma campanha de 7-9.

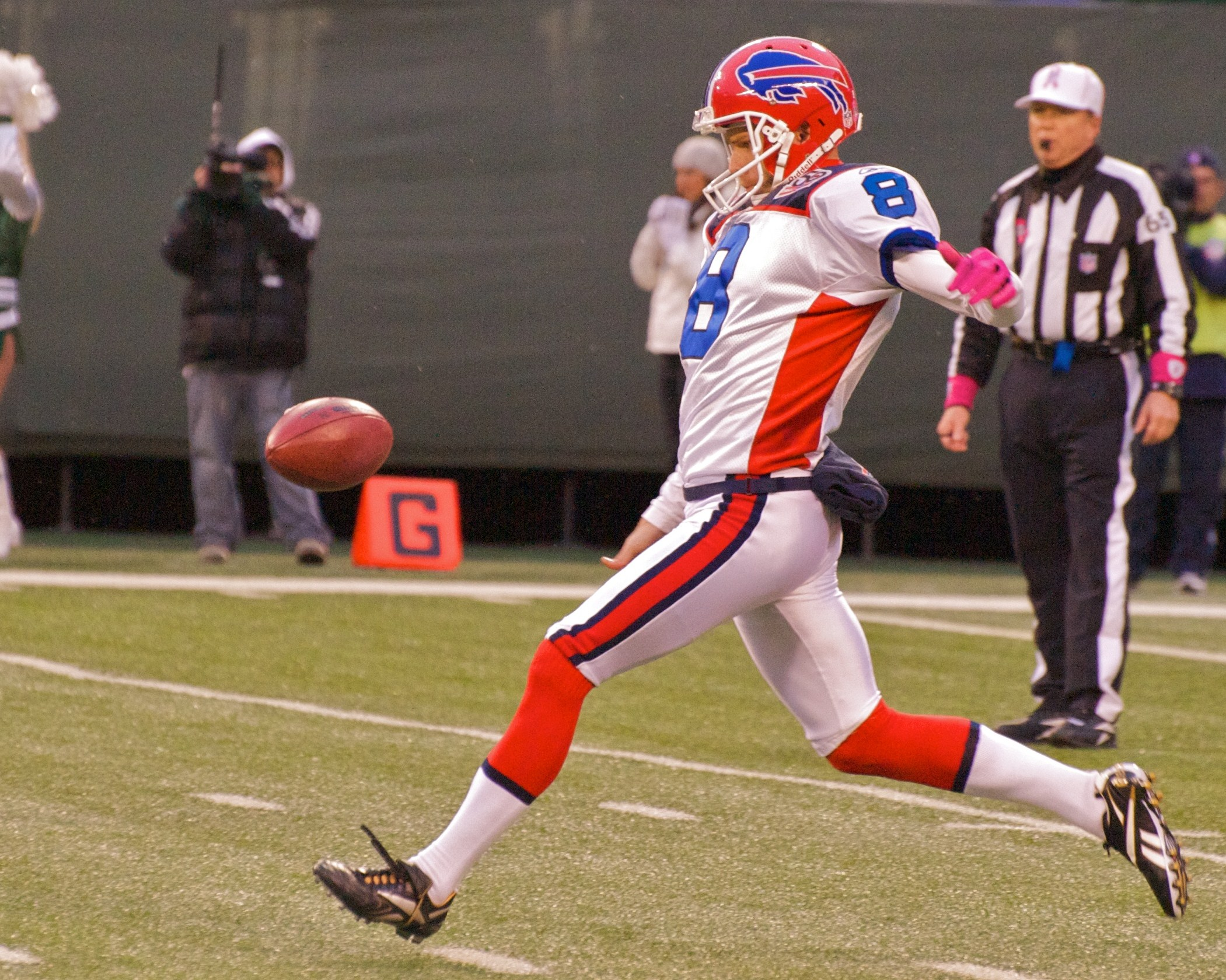
O punter Brian Moorman, que foi nomeado para o time da década de 2000 da NFL, foi um dos poucos pontos positivos do time durante esta década.

Em 2009, os Bills adquiriram o veterano wide receiver Terrell Owens em um contrato de um ano. Na primeira rodada do Draft de 2009, os Bills selecionaram o center Eric Wood como a 28ª escolha geral; Ele se tornaria um Pro Bowler e permaneceria na equipe por nove temporadas.
Quando a temporada de 2009 começou, a equipe teve um início de 3-6, após o qual os Bills demitiram o técnico Dick Jauron. Na semana 15, os Bills receberam o New England Patriots, mas apesar das previsões otimistas, perderam por 17 a 10, marcando a quinta temporada consecutiva em que eles perderam os dois jogos contra os Patriots. Isso eliminou completamente o Buffalo da disputa dos playoffs e marcou sua décima temporada consecutiva sem uma aparição nos playoffs.
O quarterback Trent Edwards lutou contra lesões ao longo de toda a temporada, com seu jogo regredindo ao longo das semanas, dividindo jogos com o reserva Ryan Fitzpatrick. Os Bills foram atingidos por outro duro golpe quando o running back Marshawn Lynch recebeu uma suspensão de três jogos do comissário da NFL, Roger Goodell, por se declarar culpado de acusações de contravenção armada.

#### 2010–2012: Buddy Nix, Chan Gailey e Ryan Fitzpatrick
Buddy Nix, um ex-gerente geral assistente do San Diego Chargers, foi nomeado o gerente geral na última semana da temporada de 2009. Com o término do contrato de Terrell Owens em março de 2010, os Bills optaram por não renovar seu contrato. Em 20 de janeiro, a equipe nomeou Chan Gailey como o treinador principal.
Depois de ter uma campanha de 0-4 no começo da temporada de 2010, os Bills dispensaram Trent Edwards e nomearam Ryan Fitzpatrick como o quarterback titular. Apesar de alguns jogos apertados, eles tinham uma campanha de 0-8 antes de vencer o Detroit Lions em casa na semana 10. Em seguida, veio uma vitória por 49 a 31 contra o Cincinnati Bengals e uma derrota para Pittsburgh Steelers. A equipe terminou a temporada de 2010 com uma campanha de 4-12. Como resultado do jogo ruim dos Bills em 2010, a equipe ganhou a terceira seleção geral no draft de 2011, usando-a para selecionar o defensive tackle Marcell Dareus em um esforço para melhorar a defesa.
Buffalo teve um excelente início de 2011, derrotando o Kansas City Chiefs por 41 a 7. Na semana 3, os Bills receberam o New England Patriots; eles superaram uma vantagem de 21-0 dos Patriots e lideraram por 31-24 no quarto quarto; um touchdown tardio de Tom Brady empatou o jogo mas os Bills chegaram ao alcance de um field goal no último segundo. A vitória por 34 a 31 encerrou uma sequência de 15 derrotas da franquia em 8 anos para os Patriots. Apesar de começar a temporada de 2011 com uma campanha de 5-2, liderando a AFC East por várias semanas, uma onda de lesões em vários titulares importantes levou os Bills a ter uma sequência de 7 derrotas, empurrando a equipe para fora da disputa dos playoffs pelo décimo segundo ano consecutivo. Com o Detroit Lions chegando aos playoffs pela primeira vez desde 1999 na mesma temporada, os Bills mantiveram a maior seca de pós-temporada da NFL.
Em 15 de março de 2012, o defensive end e ex-primeira escolha geral Mario Williams, assinou um contrato de seis anos com os Bills no valor de até US$ 100 milhões, o que o tornou o contrato mais lucrativo para um jogador defensivo na história da NFL na época. Infelizmente, não foi suficiente para evitar outra temporada decepcionante em 2012, na qual os Bills terminaram com uma campanha de 6-10 novamente. Após a temporada, os Bills dispensaram toda a sua comissão técnica.

#### 2013-2014: Os anos de Doug Marrone e a morte de Ralph Wilson
Em 1 de janeiro de 2013, foi anunciado que Ralph Wilson havia "passado a tocha" para Russ Brandon, e que ele teria controle total das operações. No final daquele mês, a equipe contratou Doug Marrone como seu novo treinador. Buddy Nix anunciaria sua renúncia após o draft e Doug Whaley foi contratado para o cargo de gerente geral.
As movimentações de jogadores na offseason incluíram Ryan Fitzpatrick sendo dispensado e substituído por Kevin Kolb na free agency. Os Bills também fizeram uma troca com o Indianapolis Colts, enviando o linebacker Kelvin Sheppard em troca do edge rusher Jerry Hughes. Ele, junto com Mario Williams, Kyle Williams e Marcell Dareus, formaria a linha defensiva da "Cold Front (Frente Fria)" que ajudou Buffalo a se classificar entre os dois melhores times em sacks nos próximos dois anos, alcançando 54 ou mais em ambas as temporadas. No Draft de 2013, os Bills trocaram sua 8ª escolha pela 16ª escolha e selecionaram o quarterback E. J. Manuel de Universidade Estadual da Flórida. Os recebedores Robert Woods e Marquise Goodwin, este último também velocista olímpico, e o linebacker Kiko Alonso estavam entre os outros jogadores notáveis escolhidos no draft de 2013.
À medida que a temporada de 2013 se aproximava, uma lesão no joelho de Manuel e uma concussão de Kolb quase forçaram a equipe a colocar o novato não draftado Jeff Tuel como titular; Manuel, no entanto, se recuperou a tempo de ser titular na semana 1, apenas para lesionar seu outro joelho algumas semanas depois, o que resultou na contratação de Thad Lewis. Os Bills terminaram com uma campanha de 6-10 e não foram para os playoffs pela 14ª temporada consecutiva.
O proprietário Ralph Wilson morreu em 25 de março de 2014 aos 95 anos. Os bens de Wilson, incluindo a equipe, foram colocados em um fundo governado por quatro membros: a viúva de Wilson, Mary Wilson; sua sobrinha, Mary Owen; Jeff Littman, diretor financeiro dos Bills; e Eugene Driker, advogado. O fundo vendeu a equipe para o dono do Buffalo Sabres, Terry Pegula, junto com sua esposa Kim, supostamente por US$ 1,4 bilhão em dinheiro, que o fundo Wilson pretende usar como doação para causas de caridade no oeste de Nova York. O negócio foi fechado em 10 de outubro de 2014. Tendo se comprometido a manter os Bills em Buffalo, os Pegulas negociaram com a Rogers Communications para cancelar o Bills Toronto Series como uma de suas primeiras ações como os novos proprietários.
Os Bills terminaram a temporada de 2014 com uma campanha de 9-7, que quebrou uma sequência de nove temporadas consecutivas de derrotas. No entanto, eles foram eliminados da disputa dos playoffs após uma derrota para o Oakland Raiders na penúltima semana da temporada, o que estendeu sua seca de playoffs para quinze temporadas. O quarterback titular durante a maior parte da temporada de 2014 foi Kyle Orton, uma contratação de última hora que foi nomeado titular um mês após a temporada regular. Orton anunciou sua aposentadoria na segunda-feira seguinte ao término da temporada.

#### 2015–2016: Rex Ryan e novos donos

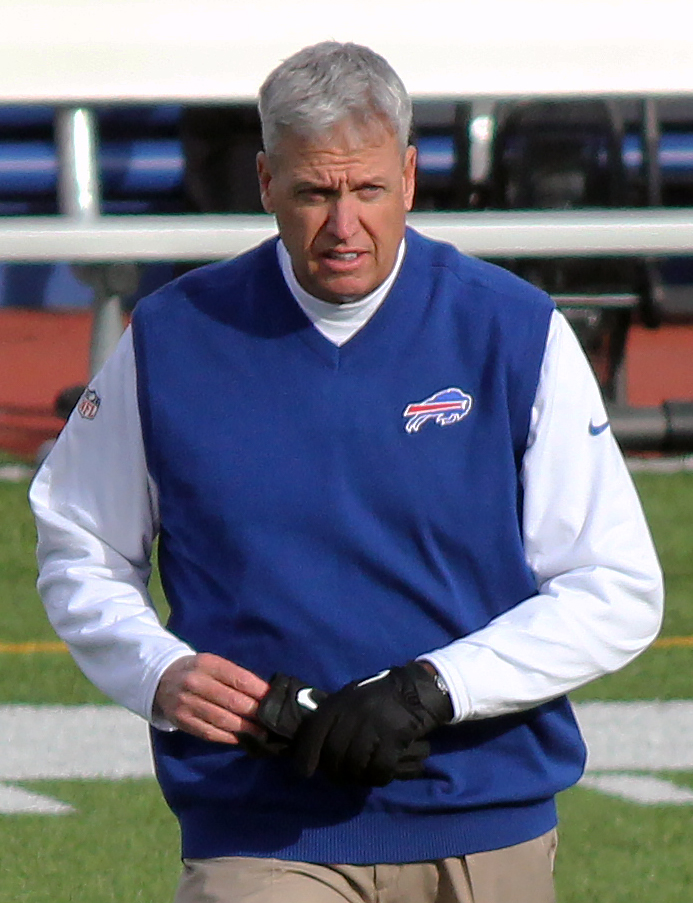
Rex Ryan com os Bills em 2015.

A temporada de 2015 foi a primeira temporada completa dos Bills sob a propriedade da Família Pegula. Em 31 de dezembro de 2014, Doug Marrone optou por sair de seu contrato com os Bills. Em 11 de janeiro de 2015, foi relatado que Rex Ryan, que havia sido recentemente demitido de seu trabalho como treinador principal no New York Jets, se tornaria o próximo treinador principal. Ryan foi oficialmente nomeado o novo treinador no dia seguinte, 12 de janeiro de 2015. A equipe reformulou drasticamente seu ataque na offseason, trazendo uma série de novos titulares: o quarterback Tyrod Taylor, o running back LeSean McCoy, o wide receiver Percy Harvin e o tight end Charles Clay.
Os Bills estabeleceram um recorde da franquia de mais vendas de ingressos de temporada para a temporada de 2015 com mais de 60.000 ingressos vendidos. Nessa temporada, a equipe teve uma campanha de 8-8, perdendo os playoffs pela 16ª temporada consecutiva, a maior sequência ativa no principal esporte profissional (depois que o Toronto Blue Jays de 2015 quebrou sua sequência de 22 anos).
Em 2016, Kathryn Smith se tornou a primeira mulher a ser treinadora em tempo integral na NFL, quando foi contratada pelos Bills como treinadora de controle de qualidade de equipes especiais.
O início da temporada de 2016 foi marcado por lesões de longo prazo de ambas as principais escolhas de draft da equipe, Shaq Lawson e Reggie Ragland. Em 27 de dezembro de 2016, Rex Ryan foi demitido após compilar um recorde de 15-16 em 2 temporadas e Anthony Lynn foi promovido a técnico interino. Depois de vencer quatro jogos seguidos das semanas 3-6, eles só venceram mais três jogos e terminaram com uma campanha de 7-9.

### 2017–Presente: The McDermott / Allen era

#### 2017
Em 11 de janeiro de 2017, Sean McDermott foi contratado como treinador do Buffalo Bills. Ele havia passado as últimas seis temporadas como coordenador defensivo do Carolina Panthers. Junto com McDermott, Brandon Beane, gerente geral assistente dos Panthers, substituiu Doug Whaley como gerente geral dos Bills. Durante a offseason de 2017, McDermott popularizou o termo "Respect the Process" quando questionado se estava reconstruindo a equipe. A dupla McDermott e Beane já foi chamada pelos fãs de "McBeane".
Apesar das baixas expectativas para a primeira temporada de McDermott, os Bills jogaram surpreendentemente bem. Em 31 de dezembro de 2017, os Bills garantiram uma vaga nos playoffs pela primeira vez em 17 temporadas com uma vitória sobre o Miami Dolphins (simultaneamente com uma derrota do Baltimore Ravens para o Cincinnati Bengals). Sua temporada terminou em 7 de janeiro de 2018, quando os Bills perderam para o Jacksonville Jaguars no Wild Card por 10 a 3.

#### 2018

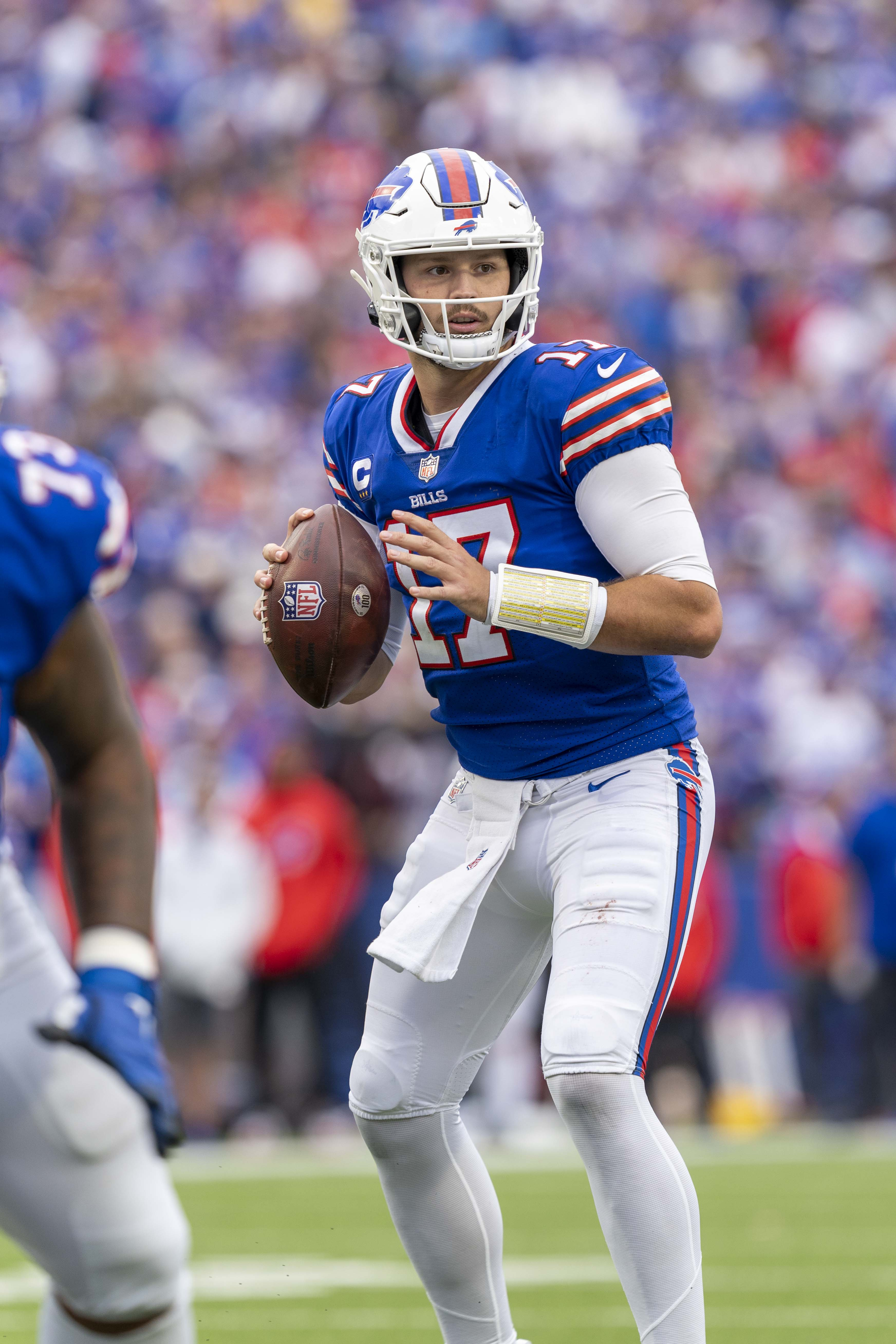
O quarterback Josh Allen emergiu como titular em 2018, depois de ser escolhido como a 7º escolha geral no draft daquele ano. Desde então, ele liderou um ressurgente ataque dos Bills e quebrou vários recordes.

Durante a offseason, os Bills reformularam seu elenco mais uma vez draftando Josh Allen para competir pela posição de quarterback titular. Em 1º de maio, poucos dias após o draft de 2018, Russ Brandon renunciou abruptamente à organização. Ele foi substituído como presidente por Kim Pegula.
Nathan Peterman, que teve o melhor desempenho dos três quarterbacks durante a pré-temporada de 2018, foi nomeado o titular do dia de abertura. No meio do primeiro jogo da temporada regular, no qual ele não conseguiu obter uma primeira descida até o terceiro quarto e lançou duas interceptações (a equipe estava perdendo por 40 a 0), ele foi substituído por Allen; esse jogo terminou em uma derrota por 47 a 3 para o Baltimore Ravens. Embora Allen tenha sido nomeado titular a partir da semana 2, Peterman jogaria vários outros jogos pelos Bills após lesões de Allen, mas foi dispensado no final da temporada após várias outras atuações ruins. Os Bills terminariam a temporada de 2018 com uma campanha de 6-10.
2018 também foi notável por ser a última temporada do defensive tackle Kyle Williams, que se aposentou no final da temporada, e foi amplamente considerado o "coração e alma" da equipe. Williams pegou um passe de Allen em seu último jogo com os Bills, uma vitória por 42-17 sobre o Miami Dolphins.

#### 2019

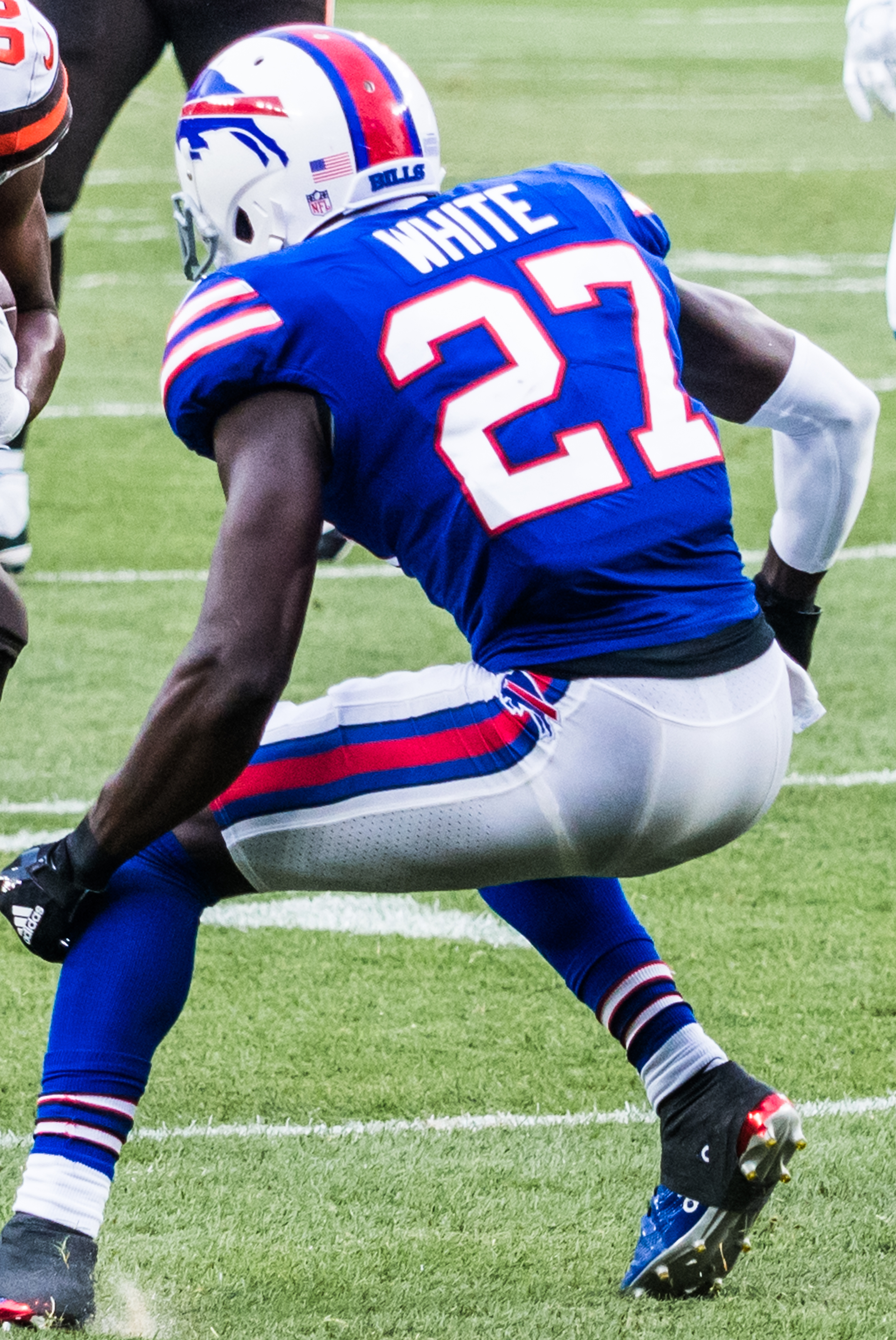
O cornerback Tre'Davious White, a primeira escolha do draft sob o comando de McDermott, tornou-se parte integrante da secundária defensiva de Buffalo.

Antes da temporada, vários jogadores ofensivos como os wide receivers John Brown, Cole Beasley e Andre Roberts e os running backs Frank Gore e T. J. Yeldon foram contratados com o gerente geral Brandon Beane descartando a noção de que "os jogadores não querem jogar pelo Buffalo". A equipe também draftou o defensive tackle Ed Oliver na primeira rodada do draft para substituir Kyle Williams. O running back LeSean McCoy, que era parte integrante do ataque, foi um dos últimos cortes de pré-temporada após uma forte pré-temporada do novato Devin Singletary.
Os Bills conquistaram sua segunda aparição nos playoffs em três anos com uma vitória por 17 a 10 sobre o Pittsburgh Steelers na semana 15, além de sua primeira temporada com 10 ou mais vitórias no Século XXI. Buffalo entrou nos playoffs como o 5º cabeça de chave da AFC, mas perdeu no wild card para o Houston Texans por 22 a 19 na prorrogação, apesar de liderar o jogo por 16 a 0 no terceiro quarto.

#### 2020

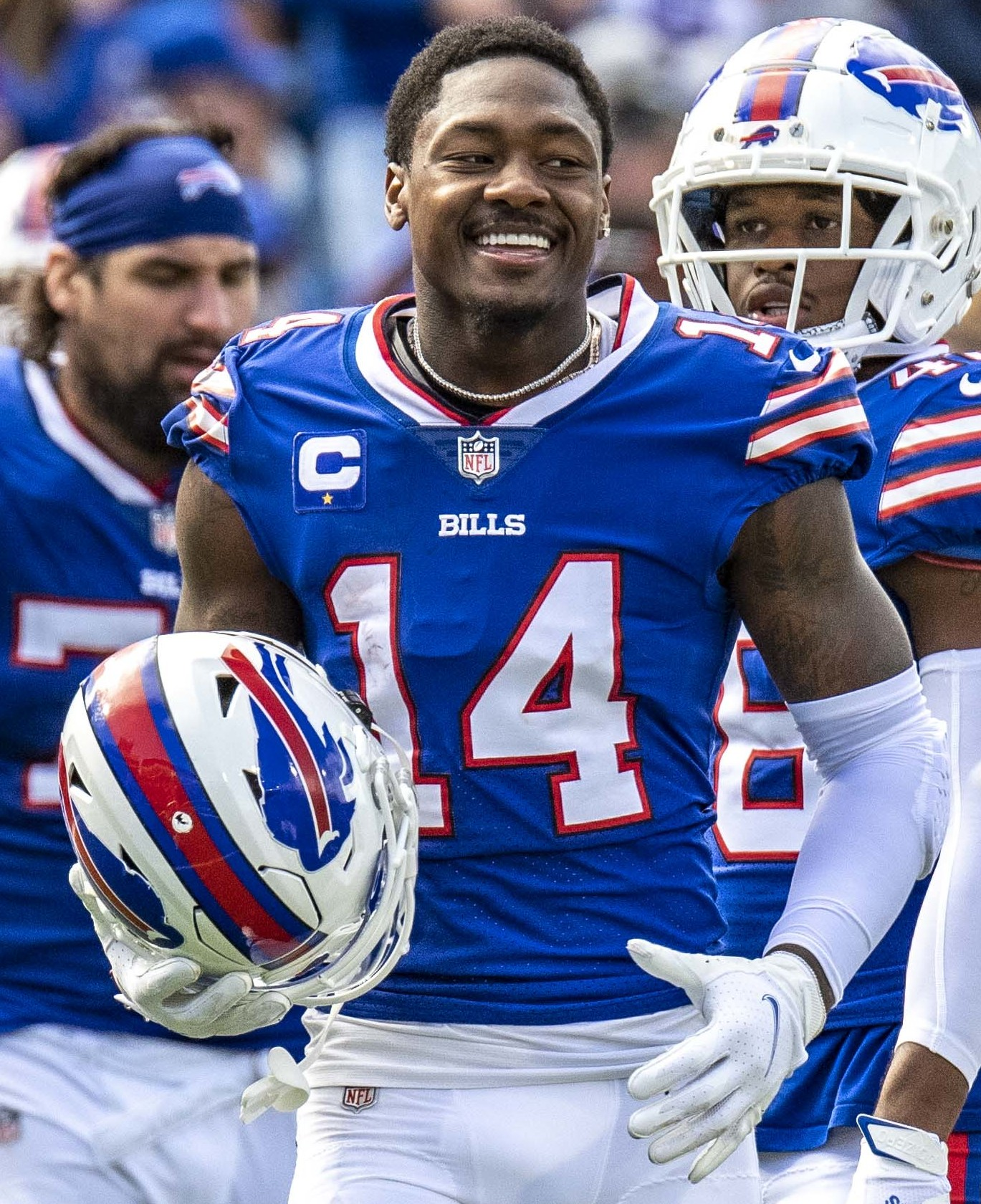
Stefon Diggs, adquirido do Minnesota Vikings em 2020, quebrou vários recordes em sua primeira temporada com os Bills.

Durante a offseason, os Bills trocaram sua escolha de primeira rodada do draft e várias outras seleções pelo recebedor Stefon Diggs. Devido à pandemia de COVID-19, o campo de treinamento não foi realizado no St. John Fisher College pela primeira vez desde 2000, mudando-se para as instalações da equipe em Orchard Park de maneira semelhante a todas as outras equipes da liga.
Buffalo começou forte graças a um ataque de passes de alta potência com Josh Allen, embora a defesa tenha regredido em relação aos dois anos anteriores. Apesar das derrotas consecutivas nas semanas 5-6 para o Tennessee Titans e o Kansas City Chiefs, os atuais campeões do Super Bowl, os Bills venceram nove de seus próximos dez jogos, conquistando seu primeiro título da AFC East desde 1995 após uma vitória na semana 15 sobre o Denver Broncos. Os Bills venceram 13 jogos, igualando o recorde da franquia estabelecido em 1990 e 1991. Eles também varreram toda a sua divisão pela primeira vez na história da franquia.
Como cabeça de chave número dois da AFC, os Bills sediaram seu primeiro jogo em casa nos playoffs em 24 anos contra o Indianapolis Colts. Os Bills venceram por 27 a 24, sua primeira vitória nos playoffs em 25 anos.
Os Bills derrotaram o Baltimore Ravens por 17 a 3 na rodada divisional, avançando para a AFC Championship. Os Bills voltaram a se encontrar contra os Chiefs em seu primeiro jogo pelo AFC Championship desde a temporada de 1993, mas foram derrotados por 38-24.

#### 2021
Na offseason, Allen assinou uma extensão de contrato de 6 anos e US$ 258 milhões com os Bills, mantendo-o na equipe até 2027.
Depois de uma derrota na semana 1 para o Pittsburgh Steelers, os Bills venceram os quatro jogos seguintes de forma dominante. Após uma derrota apertada para o Tampa Bay Buccaneers, liderado por Tom Brady, os Bills fecharam a temporada com outra sequência de 4 vitórias, incluindo sua terceira vitória sobre os Patriots em dois anos, para conquistar seu segundo título consecutivo da divisão AFC East com a melhor defesa da liga em várias métricas.
Conquistando a 3ª posição com uma campanha de 11-6, os Bills receberam o New England Patriots no wild card e venceram por 47-17, marcando um touchdown em todas as suas posses ofensivas, um recorde na história da NFL. Eles enfrentaram o Kansas City Chiefs nos playoffs novamente durante a rodada divisional. No que se tornaria considerado um dos maiores jogos de playoffs da história recente da NFL, os Chiefs venceram por 42 a 36 na prorrogação.

#### 2022

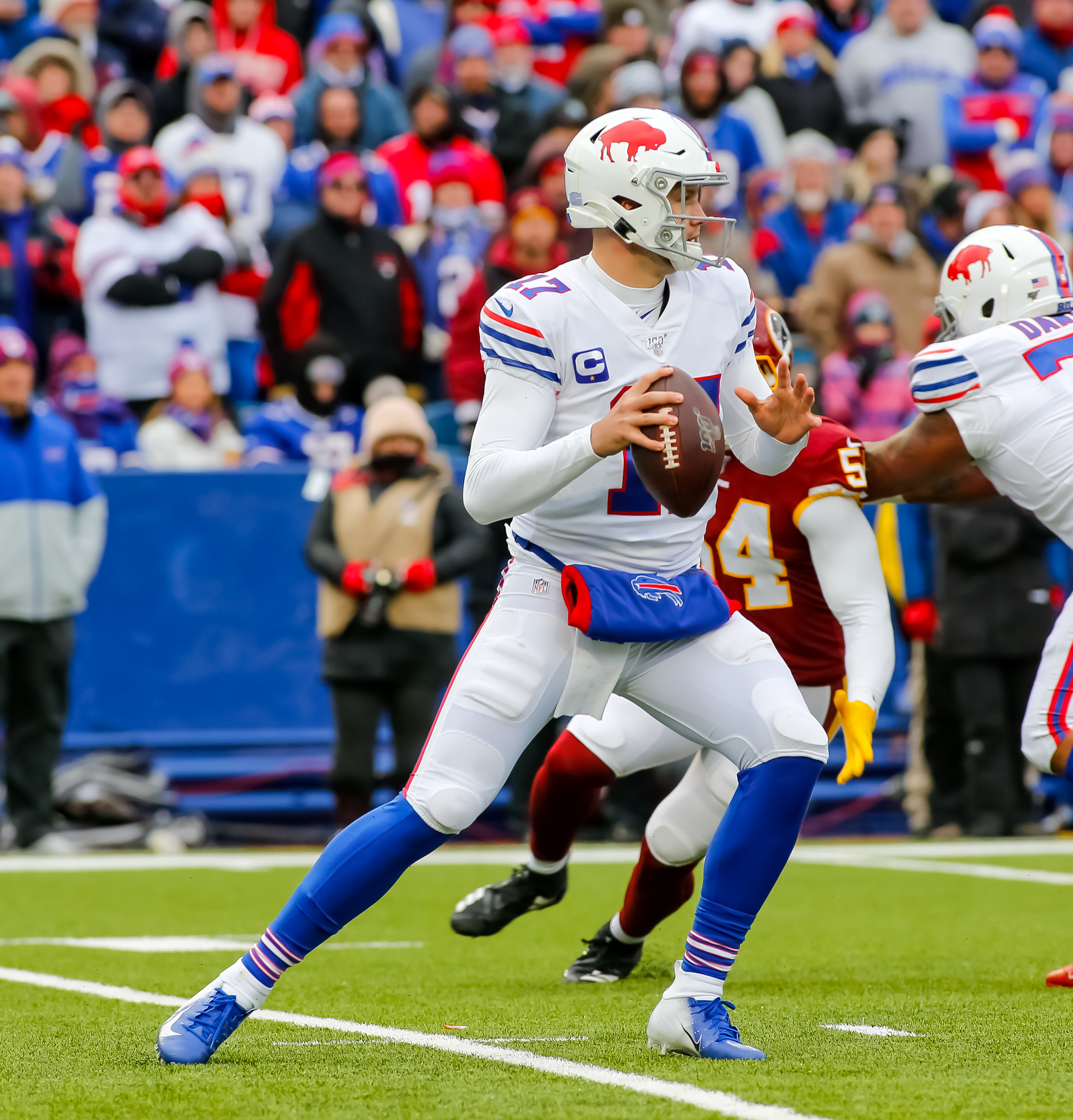
Josh Allen tem sido o quarterback titular e líder dos Bills desde 2018.

Os Bills contrataram Von Miller em um contrato de seis anos no valor de até US$ 120 milhões. Apontados como os "favoritos ao Super Bowl" antes da temporada, os Bills igualaram um recorde da franquia ao vencer 13 jogos durante a temporada e conquistaram seu terceiro título consecutivo da AFC East. No entanto, vários eventos que ocorreram com a equipe e a cidade de Buffalo, incluindo o tiroteio em Buffalo em 2022, duas nevascas mortais de inverno e uma emergência médica quase fatal de Damar Hamlin, contribuíram para o que vários jogadores descreveram como uma temporada "emocionalmente desgastante". O desempenho da equipe diminuiu visivelmente durante os playoffs, já que os Bills mal venceram na rodada de wild card contra um time do Miami Dolphins com o seu terceiro quarterback antes de perder na rodada divisional para o Cincinnati Bengals de forma explosiva.

##### Lesão de Damar Hamlin
Em 2 de janeiro de 2023, o safety dos Bills, Damar Hamlin, desmaiou após colidir com Tee Higgins, do Cincinnati Bengals, com 5:58 restantes no primeiro quarto. A ressuscitação cardiopulmonar (RCP) foi administrada no campo e um desfibrilador foi utilizado. Ele foi transportado de ambulância para o Centro Médico da Universidade de Cincinnati. Lá, ele foi intubado e internado em estado grave. Em 11 de janeiro, ele recebeu alta após nove dias. O jogo foi considerado um empate pela NFL em 5 de janeiro. A gravidade da lesão de Hamlin atraiu atenção nacional e, após uma reabilitação extensiva, Hamlin foi liberado para jogar na temporada seguinte, embora em um papel mais limitado.

#### 2023
Saindo de uma temporada tumultuada e com rumores de tensão crescente entre Josh Allen e Stefon Diggs, os Bills começaram a temporada de 2023 no Monday Night Football contra o New York Jets, agora liderado por Aaron Rodgers como quarterback. Apesar de Rodgers ter sofrido uma lesão que encerrou sua temporada em apenas quatro jogadas no jogo, os Bills perderam após a defesa dos Jets forçar Allen a cometer quatro turnovers. Buffalo venceu seus próximos três jogos, incluindo uma vitória por 48-20 sobre o Miami Dolphins, antes de entrar em uma sequência de seis jogos no meio da temporada em que o ataque teve dificuldades e a defesa perdeu três titulares por lesão, Tre'Davious White, DaQuan Jones e Matt Milano. Após derrotas para o Cincinnati Bengals e Denver Broncos, o coordenador ofensivo Ken Dorsey foi demitido e substituído pelo treinador de quarterbacks Joe Brady.
Abandonando a abordagem anterior de Dorsey, focada principalmente no passe, Brady buscou uma abordagem mais equilibrada que enfatizasse mais o ataque terrestre. Apesar da crescente pressão sobre o técnico Sean McDermott para salvar a temporada do time e de um artigo de denúncia que revelou comentários controversos dele sobre os atacantes nos atentados de 11 de setembro, a equipe deu seu apoio a ele e a Brady, vencendo seis dos seus últimos sete jogos, incluindo um jogo na Semana 18 contra os Dolphins, garantindo seu quarto título consecutivo da divisão. Após vencer o Pittsburgh Steelers no Wild Card, Buffalo perdeu mais um jogo na rodada divisional, novamente para os Chiefs, com o chute potencialmente decisivo do kicker Tyler Bass, que empataria o jogo, errando à direita de forma semelhante ao infame erro de Scott Norwood no Super Bowl XXV.

## Logos e uniformes

Logo dos Bills, 1962–1973

Os uniformes dos Bills nas duas primeiras temporadas foram baseados nos do Detroit Lions da época.
As cores originais da equipe eram azul, prata e branco, e os capacetes eram prateados, sem listras. Não havia logotipo no capacete, que mostrava os números dos jogadores em cada lado.
Em 1962, o bisão vermelho foi designado como o logotipo e tomou o seu lugar em um capacete branco. Em 1962, as cores da equipe também mudaram para vermelho, branco e azul. A equipe mudou para camisas azuis com listras vermelhas e brancas "LSU" nos ombros. Os capacetes eram brancos com uma faixa central vermelha.
As camisas novamente tiveram uma mudança em 1964, quando as faixas nos ombros foram substituídas por um distintivo padrão de listras nas mangas, consistindo de quatro listras, duas listras internas mais grossas e duas listras externas mais finas, todas cercadas por tubulações vermelhas.
Em 1965, listras vermelhas e azuis foram colocadas nos capacetes.
Os Bills introduziram as calças azuis usadas com as camisas brancas em 1973, o último ano do capacete de búfalo. A calça azul permaneceu até 1985. A máscara facial no capacete era azul de 1974 a 1986 antes de mudar para branco.
O logotipo do bisão em pé foi substituído por um bisão azul com uma faixa vermelha inclinada saindo de seu chifre. O novo emblema, que ainda é o principal usado pela franquia, foi projetado pelo designer aeroespacial Stevens Wright em 1974.
Em 1984, a cor do capacete mudou de branco para vermelho, principalmente para ajudar Joe Ferguson, o quarterback dos Bills, a distingui-lo mais rapidamente de três de seus rivais, Baltimore Colts, Miami Dolphins e New England Patriots, que também usavam capacetes brancos naquele época. Ferguson disse: "Todos os times que jogamos tinham capacetes brancos na época. Nosso novo treinador Kay Stephenson só queria um contraste maior no campo, o que pode ajudar a encontrar um receptor no campo". (Os Patriots agora usam um capacete prateado, os Colts foram realinhados para a AFC South, e os New York Jets, mudaram para os capacetes verdes após a temporada de 1977)
Em 2002, sob a direção do gerente geral Tom Donahoe, os uniformes dos Bills passaram por mudanças radicais. Um tom mais escuro de azul foi introduzido como a cor principal da camisa. Ambas as camisas azuis e brancas apresentavam painéis laterais vermelhos. As camisas brancas incluíam uma lista no ombro azul escura e números azuis reais. O capacete permaneceu vermelho com um azul marinho além de duas listras brancas e uma máscara facial branca. Um novo logotipo, um "B" estilizado composto de duas balas e uma cabeça de búfalo mais detalhada no topo, foi proposto e lançado (pode ser visto em alguns bonés que foram lançados para venda), mas a reação dos fãs levou a a equipe a manter o logotipo do bisão. O logotipo do capacete adotado em 1974 - um enorme bisão azul royal, com uma faixa vermelha, chifre branco e globo ocular - permaneceu inalterado.
Em 2005, o Bills reviveu o capacete de bisão em pé e uniforme de meados da década de 1960 como um uniforme retrô.
Os Bills geralmente usavam a combinação toda azul em casa e a combinação toda branca fora de casa quando não usavam os uniformes retrô. Eles pararam de usar azul sobre branco depois de 2006, enquanto o branco sobre azul não foi usado depois de 2007.
Para a temporada de 2011, os Bills revelou um novo design de uniforme, uma versão atualizada do design de 1975-83. Essa mudança inclui um retorno aos capacetes brancos com o logotipo "charging buffalo" e um retorno ao azul royal.
Buffalo esporadicamente usava branco em casa na década de 1980. Em 6 de novembro de 2011, contra o New York Jets, os Bills usaram branco em casa pela primeira vez desde 1986. Desde 2011, os Bills usaram branco para um jogo em casa.

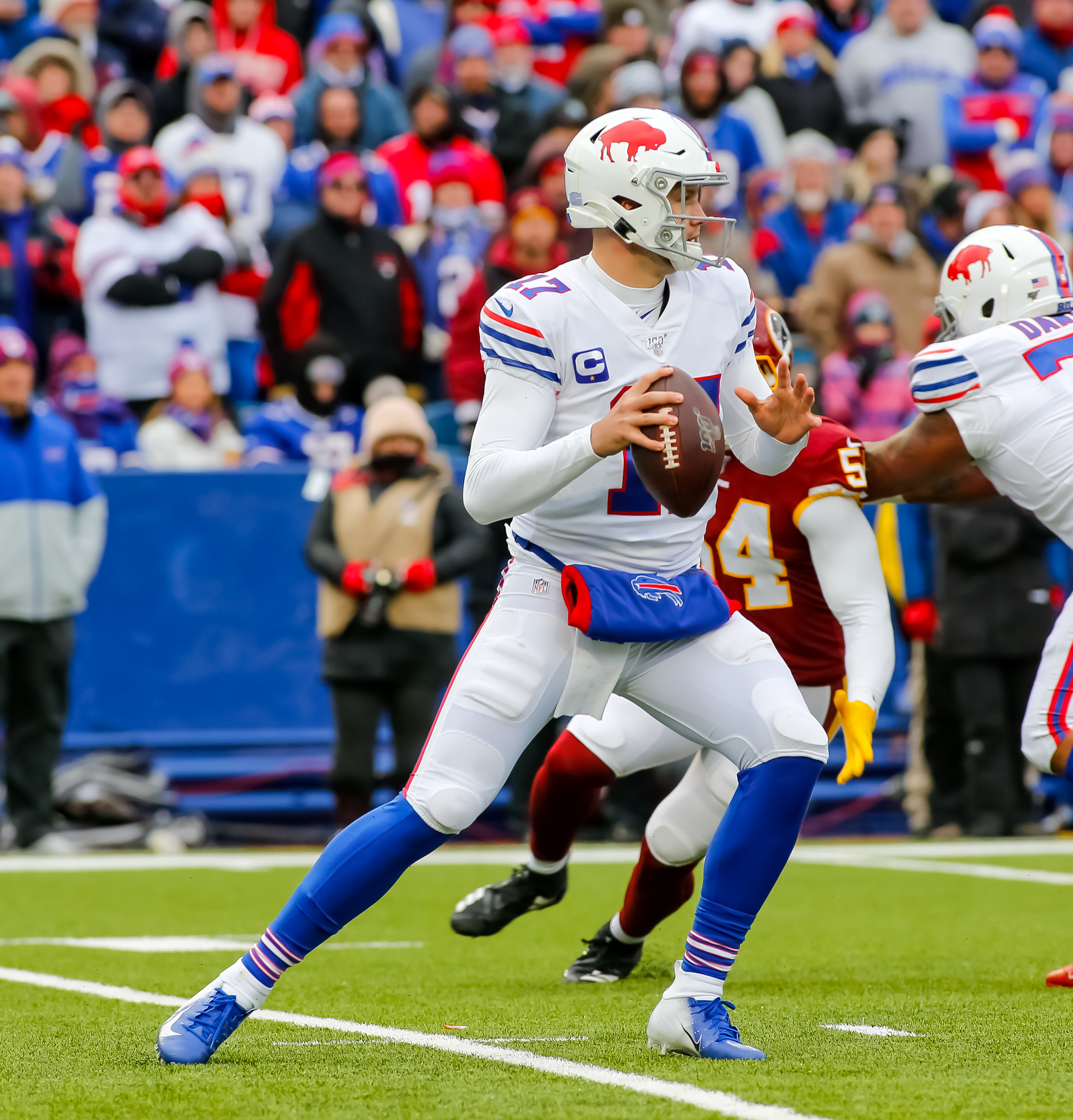
Josh Allen, atual quarterback titular do time.

O uniforme dos Bills recebeu pequenas alterações como parte do novo contrato de uniformes da liga com a Nike. Em 12 de novembro de 2015, o Bills e o New York Jets se tornaram as duas primeiras equipes a participar da iniciativa de uniformes Color Rush da NFL, com Buffalo usando uma combinação toda vermelha pela primeira vez na história da equipe.
Um uso notável dos uniformes dos Bills fora do futebol americano foi no Campeonato Mundial Júnior de Hóquei no Gelo de 2018, quando o time de hóquei no gelo masculino dos Estados Unidos vestiu uniformes inspirados no Buffalo Bills em seu jogo contra o Canada em 29 de dezembro de 2017.
Em 1º de abril de 2021, a equipe anunciou que usará máscaras brancas durante as próximas temporadas.

## Rivalidades
Os Bills têm rivalidades com seus três oponentes da AFC East e também tiveram rivalidades ocasionais ou históricas com outras equipes como Baltimore/Indianapolis Colts (um antigo rival divisional), Kansas City Chiefs, Houston Oilers/Tennessee Titans, Cleveland Browns e Dallas Cowboys. Eles também jogam um jogo anual de pré-temporada contra o Detroit Lions.

### Rivais de Divisão

#### Miami Dolphins

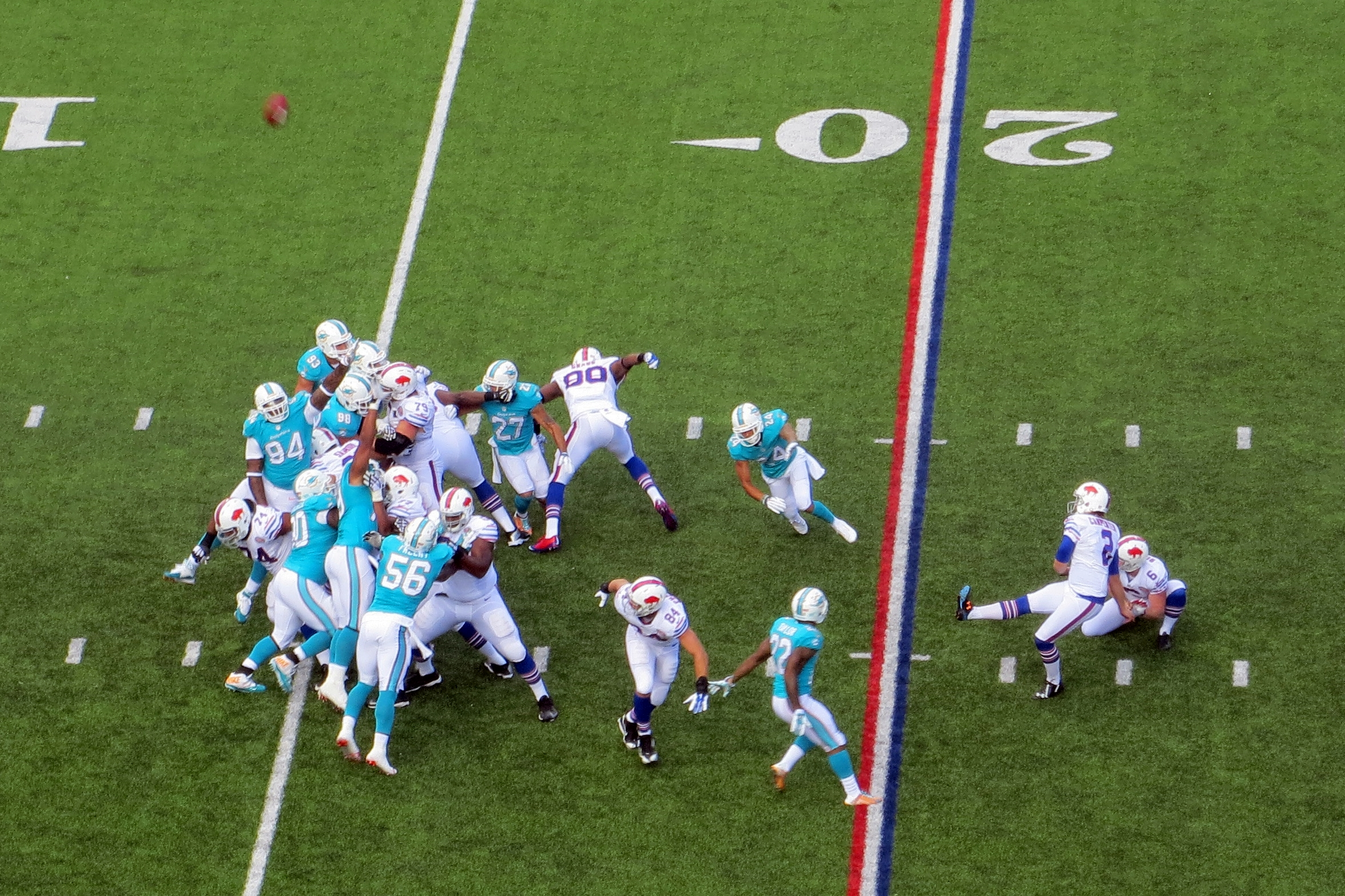
O kicker dos Bills, Dan Carpenter, tenta um chute contra os Dolphins em 2014.

Essa é considerada a rivalidade mais famosa de Buffalo. Embora os Bills e o Miami Dolphins tenham se originado na American Football League, os Dolphins não começaram a jogar até 1966 como equipe de expansão, enquanto os Bills eram um dos oito times fundadores.
A rivalidade ganhou destaque quando os Dolphins venceram todos os confrontos contra os Bills nos anos 70 em um recorde de 20 vitórias consecutivas na NFL contra um único adversário.
Com a ascensão de Jim Kelly como o quarterback dos Bills e Dan Marino como quarterback dos Dolphins, a rivalidade ficou competitiva nas décadas de 1980 e 1990, com os Bills sendo dominantes na década de 1990.
As coisas se acalmaram após as aposentadorias de Kelly e Marino e a ascensão dos Patriots liderados por Belichick/Brady, mas Miami continua sendo uma feroz rival dos Bills, ficando em segundo lugar em uma recente pesquisa de principal rival de Buffalo.
As duas equipes normalmente estão próximas na classificação da divisão. Miami lidera a série geral, 62-56-1, mas Buffalo tem a vantagem nos playoffs em 4-1.

#### New England Patriots

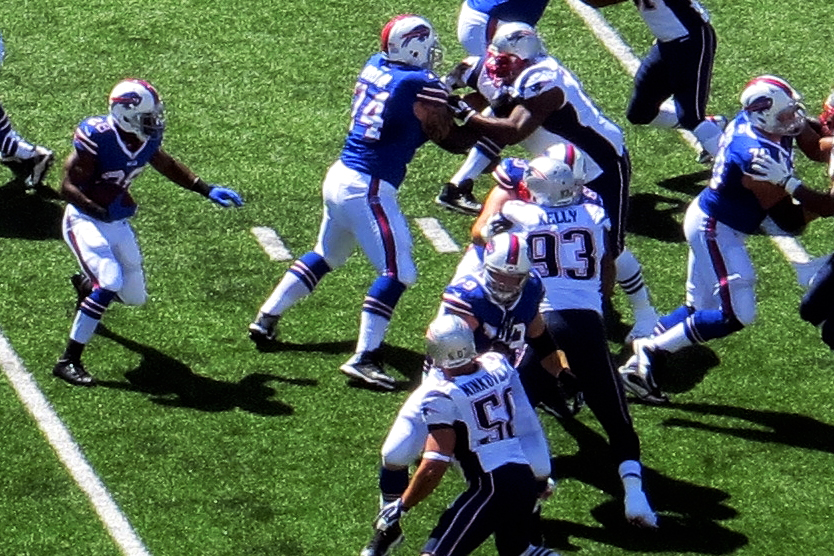
O RB dos Bills, C. J. Spiller, correndo contra os Patriots em 2013

A rivalidade com o New England Patriots começou quando ambos os times eram franquias originais na American Football League (AFL) antes da fusão NFL-AFL, mas não ganhou notoriedade até o surgimento de Tom Brady em 2001. Os times eram muito competitiva antes dos anos 2000. No entanto, a chegada do quarterback dos Patriots, Brady, no início dos anos 2000, levou New England a dominar a AFC East, incluindo os Bills, por duas décadas. Como resultado, os Patriots substituíram os Dolphins como o rival mais odiado de Buffalo. 
Os Bills tiveram uma vantagem de 6-1 desde a saída de Brady em 2020, que incluiu títulos consecutivos da AFC East de 2020 a 2022 e uma série de vitórias sobre os Patriots em dois dos três anos. Em 2021, o Bills teve uma vitória por 47-17 contra os Patriots na primeira partida dos playoff entre eles em 59 anos, que viu o Bills marcar um touchdown em cada ataque ofensivo durante todo o jogo e, como tal, é o único "jogo ofensivo perfeito" na história da NFL.
No geral, os Patriots lideram os confrontos, 77-49-1.
A rivalidade também é notável, já que vários jogadores, incluindo Drew Bledsoe, Doug Flutie, Lawyer Milloy, Brandon Spikes, Scott Chandler, Chris Hogan, Mike Gillislee e Stephon Gilmore, jogaram pelas duas equipes em algum momento de suas carreiras.

#### New York Jets

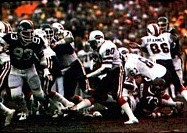
O running back dos Bills, Joe Cribbs (meio), corre a bola contra os Jets no Wild Card da AFC de 1981.

Os Bills e o New York Jets representam o estado de Nova York, embora os Jets realmente joguem em East Rutherford, New Jersey. A rivalidade começou quando os Bills e os Jets eram times fundadores da AFL.
Essa rivalidade não é tão intensa quanto as rivalidades dos Bills com os Dolphins e os Patriots. Muitas vezes a rivalidade tornou-se caracterizada por jogos feios, mas teve um punhado de momentos competitivos e aqueceu brevemente quando o ex-treinador do Jets, Rex Ryan, se tornou treinador dos Bills por duas temporadas.
Buffalo lideram os confrontos, 68-58, incluindo uma vitória no playoff em 1981.

### Outras Rivalidades

#### Kansas City Chiefs
Os Bills e os Kansas City Chiefs também foram times originais na AFL e têm uma longa história um contra o outro, apesar de nunca terem estado na mesma divisão. Buffalo atualmente lidera a série por 27–24–1, incluindo cinco jogos de playoffs, Kansas City venceu a Final da AFL de 1966 que determinou o representante da AFL no primeiro Super Bowl e a Final da AFC de 2020 que viu o time avançar para sua segunda aparição consecutiva no Super Bowl, enquanto Buffalo derrotou Kansas City na Final da AFC de 1993 para avançar para sua quarta aparição consecutiva no Super Bowl.
Apesar de uma pausa na série nas décadas de 2000 e 2010, a rivalidade ganhou atenção mesmo assim, quando Bills e Chiefs se encontraram em nove dos dez anos, de 2008 a 2017. Após um hiato de 2 anos na série, quatro confrontos de alto nível ocorreram entre os Bills e os Chiefs em 2020 e 2021, incluindo a mencionada final de 2020 e o jogo da rodada divisional dos playoffs de 2021, que agora é considerado um dos maiores jogos de playoffs de todos os tempos. Uma rivalidade entre o QB dos Bills, Josh Allen, e o QB dos Chiefs, Patrick Mahomes, também se desenvolveu, atraindo comparações com a rivalidade de Jim Kelly com Dan Marino e entre Tom Brady e Peyton Manning.

#### Tennessee Titans
O Tennessee Titans, anteriormente Houston Oilers, era um rival de divisão, antes da fusão NFL-AFL, como parte da Divisão Leste da AFL. Os confrontos foram intensos na década de 1990 com o quarterback Warren Moon liderando os Oilers contra os Bills de Jim Kelly.
Momentos memoráveis nos playoffs entre as equipes incluem The Comeback, no qual o Bills, liderados por Frank Reich, superou um déficit de 35-3 para vencer os Oilers por 41-38 em 1992.
Os Titans atualmente lideram os confrontos, 30-20.

## Recordes
Atualizado em 11 de julho de 2024.

### Recordes em uma temporada
Passando
- Jardas passadas: 4,544 – Josh Allen (2020)
- Passes para touchdowns: 37 – Josh Allen (2020)
- Passes completados: 409 – Josh Allen (2021)
- Passes tentados: 646 – Josh Allen (2021)
- Passe mais longo completo: 98 jardas – Ryan Fitzpatrick (2009) / Josh Allen (2022)

Correndo
- Jardas terrestres: 2,003 – O. J. Simpson (1973)
- Corridas: 355 – Thurman Thomas (1993)
- Touchdowns terrestres: 16 – O. J. Simpson (1975)
- Mais longa corrida: 94 jardas – O. J. Simpson (1972)
- Jardas terrestres por jogo: 143.1 yards – O. J. Simpson (1973)

Recebendo
- Recepções: 127 – Stefon Diggs (2020)
- Jardas recebidas: 1,535 – Stefon Diggs (2020)
- Touchdowns recebidos: 11 – Bill Brooks (1995) / Stefon Diggs (2022)

Retornos
- Mais retornos de Punt: 43 – Donnie Walker (1974)
- Mais longo punt retornado: 96 jardas – Deonte Harty (2023)
- Mais longo kickoff retornado: 104 jardas – Terrence McGee (2004)

Chutes
- Field goals: 34 – Dan Carpenter (2014)
- Extra Points convertidos: 57 – Tyler Bass (2020)
- Punts: 101 – Chris Mohr (1996)
- Jardas no Punt: 4,194 – Chris Mohr (1996)

### Recordes na carreira
- Jardas passadas: 35,467 - Jim Kelly (1986–1996)
- Passes para touchdowns: 237 - Jim Kelly (1986–1996)
- Jardas terrestres: 11,938 - Thurman Thomas (1988–1999)
- Touchdowns terrestres: 65 - Thurman Thomas (1988–1999)
- Recepções: 941 - Andre Reed (1985–1999)
- Jardas recebidas: 13,095 - Andre Reed (1985–1999)
- Pontos: 1,011 - Steve Christie (1992–2000)
- Total touchdowns: 87 - Andre Reed (1985–1999) e Thurman Thomas (1988–1999)
- Field goals: 234 - Steve Christie (1992–2000)
- Média de retorno de punt: 35.4 - Jim Wagstaff (1960–1961)
- Média de retorno de Kickoff: 41.0 - Damien Harris (2023)
- Passes interceptados: 40 - Butch Byrd (1964–1970)
- Sacks: 171 - Bruce Smith (1985–1999)
- Tackles: 1, 095 - Darryl Talley (1983–1994)
- Vitórias (treinador): 112 - Marv Levy (1986–1997)

## Jogadores

### Números aposentados
Os Buffalo Bills retiraram três números na história da franquia: 12 para Jim Kelly, 34 para Thurman Thomas e 78 para Bruce Smith. Apesar do fato de que os Bills só retiraram três números na história da franquia, a equipe tem outros números que não são mais usados ou estão em utilização reduzida.
| Números aposentados pelo Buffalo Bills |                |         |         |            |
| Número                                 | Jogador        | Posição | Período | Retirada   |
| 12                                     | Jim Kelly      | QB      | 1986–96 | 19/11/2001 |
| 34                                     | Thurman Thomas | RB      | 1988-99 | 24/10/2018 |
| 78                                     | Bruce Smith    | DE      | 1985–99 | 15/09/2016 |

Utilização reduzida:
- 44 Elbert Dubenion, WR, 1960–1968
- 66 Billy Shaw, OG, 1961–1969
- 83 Andre Reed, WR, 1985–1999 (Lee Evans III usou com permissão especial)

Desde os primeiros dias da equipe, o número 31 não deveria ser entregue a nenhum outro jogador. Os Bills tinham vários produtos do time mostrando um jogador correndo usando aquele número e não deveria representar nenhuma pessoa específica mas sim o 'espírito do time'. O número 31 não foi emitido novamente até 1990, quando o escolhido da primeira rodada do draft, James Williams, o usou em suas duas primeiras temporadas.
O número 32 foi retirado de circulação, mas não aposentado, em homenagem a O. J. Simpson. O ex-proprietário, Ralph Wilson, insistiu em não reeditar o número mesmo depois do caso de assassinato altamente divulgado de Simpson e posterior condenação por roubo. O número voltou a circular em 2019, com Senorise Perry usando o número naquele ano.
O número 15 foi historicamente emitido apenas com moderação após a aposentadoria de Jack Kemp e foi usado pela última vez por Jake Kumerow em 2021.
O número 1 também raramente foi usado por razões nunca explicadas. Embora não haja uma explicação adequada, Tommy Hughitt foi jogador-treinador dos primeiros times de Buffalo na New York Pro Football League e NFL de 1918 a 1924 e foi um grande sucesso em campo e uma presença constante na cultura de Buffalo após sua aposentadoria como político e vendedor de automóveis. Foi relatado que Hugitt usava o número 1 durante esse período. O wide receiver Emmanuel Sanders é o mais recente jogador a usar o número.

### Buffalo Bills Hall da Fama
| Introdução | No. | Nome                | Posição         | Temporadas          |
| ---------- | --- | ------------------- | --------------- | ------------------- |
| 1980       | 32  | O. J. Simpson       | RB              | 1969–1977           |
| 1984       | 15  | Jack Kemp           | QB              | 1962–1969           |
| 1985       | —   | Pat McGroder        | Contribuição GM | 1961–1983 1983      |
| 1987       | 70  | Tom Sestak          | DT              | 1962–1968           |
| 1988       | 66  | Billy Shaw          | OG              | 1961–1969           |
| 1989       | —   | Ralph C. Wilson Jr. | DOno            | 1959–2014           |
| 1992       | 12  | The 12th Man        | Fãs             | 1960–present        |
| 1993       | 44  | Elbert Dubenion     | WR              | 1960–1968           |
| 1994       | 58  | Mike Stratton       | LB              | 1962–1972           |
| 1995       | 12  | Joe Ferguson        | QB              | 1973–1984           |
| 1996       | —   | Marv Levy           | Treinador GM    | 1986–1997 2006–2007 |
| 1997       | 68  | Joe DeLamielleure   | OG              | 1973–1979 1985      |
| 1998       | 20  | Robert James        | CB              | 1969–1974           |
| 1999       | —   | Edward Abramoski    | Treinador       | 1960–1996           |
| 2000       | 61  | Bob Kalsu           | G               | 1968                |
| 2000       | 26  | George Saimes       | S               | 1963–1969           |
| 2001       | 12  | Jim Kelly           | QB              | 1986–1996           |
| 2001       | 76  | Fred Smerlas        | DT              | 1979–1989           |
| 2002       | 67  | Kent Hull           | C               | 1986–1996           |
| 2003       | 56  | Darryl Talley       | LB              | 1983–1994           |
| 2004       | 51  | Jim Ritcher         | C/G             | 1980–1993           |
| 2005       | 34  | Thurman Thomas      | RB              | 1988–1999           |
| 2006       | 83  | Andre Reed          | WR              | 1985–1999           |
| 2007       | 89  | Steve Tasker        | WR              | 1986–1997           |
| 2008       | 78  | Bruce Smith         | DE              | 1985–1999           |
| 2010       | 24  | Booker Edgerson     | DB              | 1962–1969           |
| 2011       | 90  | Phil Hansen         | DE              | 1991–2001           |
| 2012       | —   | Bill Polian         | GM              | 1984–1992           |
| 2014       | —   | Van Miller          | Narrador        | 1960–1971 1977–2003 |
| 2015       | —   | Lou Saban           | Treinador       | 1962–1965 1972–1976 |
| 2017       | 34  | Cookie Gilchrist    | RB              | 1962–1964           |

## Mascotes, líderes de torcida e banda
O mascote oficial dos Bills é Billy Buffalo, um bisão americano azul antropomórfico de dois metros de altura que usa a camisa "número" BB.
Os Bills atualmente não têm líderes de torcida, eles tiveram um esquadrão de líderes de torcida chamado Buffalo Jills de 1967 a 1985; De 1986 a 2013, a Jills operou como uma organização independente patrocinada por várias empresas. As Jills suspenderam as operações antes da temporada de 2014 devido a ações judiciais. Os Bills e os Jills estavam envolvidos em uma batalha legal, na qual os Jills alegam que eles eram funcionários e estão buscando pagamento atrasado. Em 3 de março de 2022, um acordo foi alcançado onde os Bills concordaram em pagar US$ 3,5 milhões aos Jills, enquanto a Cumulus Media pagou US$ 4 milhões em opções de ações da empresa, embora não admitisse nenhuma irregularidade.
Os Bills são uma das seis equipes da NFL a designar uma banda oficial ou uma bateria (os outros são: Baltimore Ravens, Washington Commanders, New York Jets, Carolina Panthers e Seattle Seahawks). Desde o último jogo da temporada de 2013, esta posição foi servida pelo Stampede Drumline, conhecido fora de Buffalo como Downbeat Percussion. Os Bills também usaram as bandas marciais da Attica High School, da Universidade de Pittsburgh e da Universidade de Syracuse nos jogos em casa nos últimos anos.
Os Bills têm várias músicas associados a eles. Um deles é uma variação do hit "Shout", de Isley Brothers, gravado por Scott Kemper, que serviu como música promocional oficial dos Bills de 1987 a 1990. Foi oficialmente substituído em 2000 por "The Power of the Bills", embora "Shout" continue em uso. A canção de luta não oficial dos Bills, "Go Bills", foi escrita pelo treinador dos Bills, Marv Levy, em meados dos anos 90, em uma aposta amigável com seus jogadores, de que ele escreveria a música se o time ganhasse um jogo em particular.

## Torcedores
Os Back Bills são a torcida oficial do Buffalo Bills. Também notável é a Bills Mafia, uma torcida dos Bills organizada via Twitter a partir de 2010; A frase "Bills Mafia" tinha crescido até 2017 para representar não oficialmente a ampla comunidade envolvendo a equipe, os jogadores que se juntam aos Bills falam frequentemente de se juntarem à Bills Mafia. Pessoas de fora frequentemente tratam a base de fãs dos Bills em termos depreciativos, especialmente desde a década de 2010, em parte por causa da cobertura negativa da imprensa sobre as travessuras mais loucas dos fãs. Os Fãs têm sido notados tanto por seu comportamento barulhento quanto por sua generosidade; Depois que os Bills quebraram sua seca de 17 anos por causa de uma vitória do Cincinnati Bengals no último minuto, os fãs dos Bills arrecadaram fundos para as instituições de caridade dos jogadores dos Bengals, Andy Dalton e Tyler Boyd com dezenas de milhares de dólares como um gesto de agradecimento.
Os fãs de Bills são particularmente conhecidos por usarem roupas esportivas com estampas de zebra Zubaz; Tanto é a associação entre os fãs de Bills e a Zubaz que, quando um revival da empresa abriu sua primeira loja de tijolo e argamassa, escolheu Western New York como seu primeiro local.

## Cultura Popular
A rivalidade de Buffalo com o Miami Dolphins é referenciada no álbum de 1979 de Steve Martin, Comedy Is Not Pretty! na faixa "How To Meet A Girl". Na faixa, Martin simula conversas sobre futebol em uma festa, e um "partier" expressa a descrença de que Buffalo poderia derrotar Miami - na época do lançamento do álbum, os Dolphins haviam vencido 18 jogos seguidos contra os Bills.
Em 1996 no episódio de Arquivo X, "Musings of a Cigarette Smoking Man", o personagem-título, membro de uma obscura cabala do governo, afirma que o Buffalo Bills não vai ganhar um Super Bowl enquanto ele viver.
O ator Dean Cain foi brevemente um membro dos Bills. Por causa disso, as referências aos Bills apareceram na série de televisão Lois & Clark: As Novas Aventuras de Superman, na qual Caim interpretou o personagem-título. No primeiro episódio da quarta temporada, intitulado "Lord of the Flys", Clark pega um chapéu azul com o emblema Charging Buffalo no centro e o usa para ajudar a se disfarçar.
Em um episódio de abril de 2011 da série de televisão 30 Rock, intitulado "100", Jack Donaghy, personagem de Alec Baldwin, descobre que, em um futuro alternativo, ele não só seria mais rico e mais bem sucedido, mas também seria o dono de um "Time de futebol de Nova York." Mais tarde, ele se decepcionou ao saber que o time não é o New York Giants ou o New York Jets, mas o Buffalo Bills.
Os Bills são a equipe que ganha do Orlando Breakers, o time fictício da NFL que serve como foco da sitcom Coach nas últimas temporadas, nos playoffs.
Em um episódio de março de 2014 da série de TV, Family Guy, intitulado "3 Acts of God", Peter Griffin - juntamente com sua família e amigos - assiste a um jogo entre Buffalo Bills e New England Patriots no Gillette Stadium em Foxborough, Massachusetts, que os Bills vencem. O episódio também conta com os jogadores dos Bills, Mario Williams e C. J. Spiller, estrelando como eles mesmos.
Vários ex-jogadores de Buffalo Bills ganharam um cargos politicos após o término de suas carreiras, quase sempre como membros do Partido Republicano. O mais famoso deles foi o quarterback Jack Kemp, que foi eleito para a Câmara dos Representantes do Oeste de Nova York em 1971 - dois anos depois de terminar sua carreira e permanecer lá por quase duas décadas. O reserva de Kemp, Ed Rutkowski, serviu como executivo do condado de Erie de 1979 a 1987. O ex-tight end Jay Riemersma, o defensive tackle Fred Smerlas e o defensive end Phil Hansen concorreram ao Congresso, embora todos os três perderam ou desistiram. O quarterback Jim Kelly e o running back Thurman Thomas também foram mencionados como possíveis candidatos para cargos políticos, embora ambos tenham recusado todas as solicitações até o momento.